# Grammatik des Afrikaans
Dieser Artikel behandelt die Grammatik des Afrikaans, eine der elf Amtssprachen in Südafrika und eine anerkannte Minderheitensprache in Namibia. Afrikaans ist im Laufe der letzten 350 Jahre aus dem Niederländischen hervorgegangen und zählt damit zu den westgermanischen Sprachen.

## Überblick
In diesem Abschnitt finden sich die wichtigsten 'Faustregeln', um sich auf Afrikaans auszudrücken. Sie übergehen dabei viele Ausnahmen, die in den Hauptkapiteln dargestellt werden.
- Es gibt kein grammatisches Geschlecht. Dinge oder Tiere, bei denen das Geschlecht nicht wichtig ist, gelten als „Dinge“ und werden mit dit „es“ bezeichnet.
- Es gibt keine Fälle (Kasus), mit Ausnahme der folgenden vier Wörter, die nur als Objekt des Satzes oder nach Verhältniswörtern gebraucht werden:

my „mir/mich“, jou „dir/dich“, hom „ihm/ihn“, haar „ihr/sie“ (englisch 'her')
- Bei Personen werden indirektes und (besonders bei Eigennamen) auch direktes Objekt durch die Präposition vir gekennzeichnet:

Ek sien vir Sarie. „Ich sehe Sarie.“ ('Sarie' ist direktes Objekt)
- Die Präposition „zu, nach“ wird oft durch nachgestelltes toe (der Artikel fehlt) ausgedrückt:

Ek ry stad toe. „Ich fahre in die Stadt.“
|                                  |                                                                                             | Afrikaans | Beispiel |
| -------------------------------- | ------------------------------------------------------------------------------------------- | --- | --- |
| Bestimmter Artikel (der/die/das) | immer                                                                                       | die | die man, die vrou, die kind „der Mann, die Frau, das Kind“ |
| Unbestimmter Artikel (ein/eine)  | immer                                                                                       | 'n (gesprochen [ə] wie 'e' in 'genau') | 'n man, 'n vrou, 'n kind |
| Plural eines Substantivs         | Substantive auf Vokal Mehrsilbige Substantive, die nicht auf der letzten Silbe betont sind: | -s | voël – voëls „Vogel – Vögel“ |
| Plural eines Substantivs         | Andere Substantive                                                                          | -e bzw. -de / -te (*) | huis – huise „Haus – Häuser“ konsep – konsepte „Konzept – Konzepte“ |
| Plural eines Substantivs         | Die wichtigsten Besonderheiten                                                              | kind – kinders „Kind(er)“, skip – skepe „Schiff(e)“, stad – stede „Stadt-Städte“, wa – waens „Wagen/Auto(s)“, brug – brûe „Brücke(n)“, rug – rûe „Rücken“, dag – dae „Tag(e)“, oog – oë „Auge(n)“, vraag – vrae „Frage(n)“ pad – paaie „Straße(n)“, blad – blaaie „Seite(n)“ hoof – hoofde „Kopf-Köpfe“, hemp – hemde „Hemd(en)“ und andere | kind – kinders „Kind(er)“, skip – skepe „Schiff(e)“, stad – stede „Stadt-Städte“, wa – waens „Wagen/Auto(s)“, brug – brûe „Brücke(n)“, rug – rûe „Rücken“, dag – dae „Tag(e)“, oog – oë „Auge(n)“, vraag – vrae „Frage(n)“ pad – paaie „Straße(n)“, blad – blaaie „Seite(n)“ hoof – hoofde „Kopf-Köpfe“, hemp – hemde „Hemd(en)“ und andere |
| Diminutiv (Verniedlichungsform)  | bei Substantiven, die auf s, f, g, k oder p enden                                           | Endung -ie | huis – huisie „Haus – Häuschen“ |
| Diminutiv (Verniedlichungsform)  | andere                                                                                      | Endung -(t)jie (**) (und andere) | hoed – hoedjie „Hut – Hütchen“, tuin – tuintjie „Garten – Gärtchen“ |

- (*) Bei manchen Substantiven ist in der Einzahl am Wortende ein d oder t ausgefallen, das in der Mehrzahl wieder hinzutritt. Die meisten dieser Wörter kommen auch im Deutschen vor. Wenn z. B. das Wort kuns „Kunst“ bedeutet, kann davon ausgegangen werden, dass die Mehrzahl kunste „Künste“ lautet.
Auf diese Weise verhalten sich u. a. Substantive auf -is(t): turis – turiste „Tourist(en)“.
- (**) Die Endung -tjie wird immer /ki/ gesprochen.

| Steigerung eines Adjektivs | Adjektive, die nicht auf 'e' enden | groot – groter – grootste „groß – größer – größte“ | so groot soos „so groß wie“ groter as „größer als“ al hoe groter „immer größer“ die allergrooste „d. allergrößte“                                                                                               |
| Steigerung eines Adjektivs | sonst                              | tevrede – meer tevrede – mees tevrede „zufrieden – zufriedener – zufriedenste“ | tevrede – meer tevrede – mees tevrede „zufrieden – zufriedener – zufriedenste“ |
| Steigerung eines Adjektivs | unregelmäßig                       | goed – beter – beste „gut“, baie/veel – meer – meeste „viel – mehr – meiste“, min/weinig – minder – minste „wenig(er/ste)“, nuut – nuwer – nuttste „neu(er/este)“ naby – nader – naaste „nah – näher – nächste“ | goed – beter – beste „gut“, baie/veel – meer – meeste „viel – mehr – meiste“, min/weinig – minder – minste „wenig(er/ste)“, nuut – nuwer – nuttste „neu(er/este)“ naby – nader – naaste „nah – näher – nächste“ |

| Satzarten | Aussagesatz                            | hy kom môre „er kommt morgen“ môre kom hy „morgen kommt er“ hy wil môre kom „er will morgen kommen“      | hy kom môre „er kommt morgen“ môre kom hy „morgen kommt er“ hy wil môre kom „er will morgen kommen“ |
| Satzarten | Fragesatz                              | kom hy môre? „kommt er morgen?“ wanneer kom hy? „wann kommt er?“                                         | |
| Satzarten | Aufforderung                           | komm! „komm!“, „kommt!“, „kommen Sie!“ kom ons gaan! / laat ons gaan! „gehen wir!“, „lass(t) uns gehen!“ | |
| Satzarten | Nebensatz                              | omdat hy môre kom „weil er morgen kommt“ as jy môre wil kom „wenn du morgen kommen willst“               | |
| Verneinung Der verneinte Satzteil muss mit einem verneinenden Wort (nie, niks, nooit, niemand „nicht, nichts, nie, niemand“ odgl.) abgeschlossen werden; notfalls gibt es 'doppelte Verneinung'! | mit 'nicht'                            | hy kom môre nie „er kommt morgen nicht“ omdat hy môre nie kom nie „weil er morgen nicht kommt [nicht]“   | |
| Verneinung Der verneinte Satzteil muss mit einem verneinenden Wort (nie, niks, nooit, niemand „nicht, nichts, nie, niemand“ odgl.) abgeschlossen werden; notfalls gibt es 'doppelte Verneinung'! | mit anderem verneinendem Wort          | hy kom nooit „er kommt nie“ hy wil niks eet nie „er will nichts essen [nicht]“                           | |
| Verneinung Der verneinte Satzteil muss mit einem verneinenden Wort (nie, niks, nooit, niemand „nicht, nichts, nie, niemand“ odgl.) abgeschlossen werden; notfalls gibt es 'doppelte Verneinung'! | Verneinter Befehlssatz                 | moenie kom nie! „komm nicht!“, „kommt nicht!“, „kommen Sie nicht!“                                       | |
| Relativsatz | ohne Präposition                       | die man, wat… „der Mann, der/welcher…“ die huis, wat „das Haus, das…“                                    | |
| Relativsatz | Mit Präposition in Bezug auf Personen  | die man, vir wie… „der Mann, für den“ die vrou, met wie… „die Frau, mit der…“                            | |
| Relativsatz | Mit Präposition in Bezug auf Dinge (*) | die huis, waarin… „das Haus, in dem [worin]“ die kar, waarmee… „das Auto, mit dem [womit]“               | |

- (*) Hierbei verwandelt sich das Präposition met zu -mee, und vir zu -voor: waarmee, waarvoor „mit dem, für das“.

| sein gewesen sein    | ich bin ich war     | du bist du warst           | er/sie/es ist er war                    | wir sind wir waren            | ihr seid ihr wart                   | sie sind sie waren                  | Sie sind Sie waren   |
| wees gewees het      | ek is (ek's) ek was | jy is (jy's) jy was        | hy/sy/dit is (hy's / sy's / dis) hy was | ons is ons was                | julle is (julle's) julle was        | hulle is (hulle's) hulle was        | u is (u's) u was     |
| haben                | ich habe ich hatte  | du hast du hattest         | er hat er hatte                         | wir haben wir hatten          | ihr habt ihr hattet                 | sie haben sie hatten                | Sie haben Sie hatten |
| hê                   | ek het ek het gehad | jy het (jy't) jy het gehad | hy het (hy't) hy het gehad              | ons het (ons't) ons het gehad | julle het (julle't) julle het gehad | hulle het (hulle't) hulle het gehad | u het u het gehad    |
| kommen gekommen sein | ich komme           | du kommst                  | er kommt                                | wir kommen                    | ihr kommt                           | sie kommen                          | Sie kommen           |
| kom gekom (te) het   | ek kom ek het gekom | jy kom jy het gekom        | hy kom hy het gekom                     | ons kom ons het gekom         | julle kom julle het gekom           | hulle kom hulle het gekom           | u kom u het gekom    |

- Wie kom „kommen“ funktionieren die meisten Verben.
- Es gibt im Prinzip nur drei Zeitformen:

kom – het gekom – sal kom „komme – kam / bin gekommen / war gekommen – werde kommen“.
- Die Verdopplung eines Verbstamms kann ein Adverb bilden:

lag „lachen“: hy het dit lag-lag gesê „Er hat es lachend gesagt.“
Weitere grundlegende Tabellen finden sich in folgenden Abschnitten:
- Einfache Vergangenheit, Passiv
- Bildung weiblicher Substantive; Persönliche Fürwörter, Fragefürwörter, Sonstige Fürwörter
- Adverbien aus Fürwörtern

## Allgemeines
Rechtschreibung und Aussprache entsprechen sich größtenteils. Der Umfang an grammatischen Formen ist im Vergleich zu anderen Sprachen relativ gering. Bei den Verben ist die einfache Vergangenheit fast vollständig verschwunden, ebenso fast alle starken oder unregelmäßigen Formen von Verben. Bis auf vier Personal- bzw. Possessivpronomen (und einige Redewendungen) ist vom Ausdruck grammatischer Kasus nichts übrig geblieben. Unregelmäßige Formen finden sich vor allem in der Bildung des Plural.

### Vergleich mit Niederländisch und Englisch
Bei einem Vergleich mit dem Niederländischen springen vor allem folgende Merkmale des Afrikaans ins Auge (in den folgenden Beispielen steht zuerst das niederländische, dann das afrikaanse Wort):
Rechtschreibung und Lautlehre:
- Die Buchstabenkombination 'ch' fehlt; sie ist durch 'g' ersetzt: acht – agt „acht“.
Die Kombination sch wird durch sk ersetzt: schiet! – skiet! „schieß!“.
- Der stimmhafte 's'-Laut, im Niederländischen 'z' geschrieben, fehlt im Afrikaans (von einigen neueren Fremdwörtern abgesehen): zo – so „so“; dadurch kommt der Buchstabe 'z' im Afrikaans fast gar nicht vor.
- Niederländisch 'v' im Wortinnern erscheint im Afrikaans (sofern es nicht geschwunden ist) als w [v] oder f: schrijver – skrywer „Schreiber“, oefenen – oefen „üben“.
Der im Niederländischen kaum vorkommende Buchstabe 'y' steht statt dem im modernen Niederländisch gebräuchlichen 'ij': vrij – vry „frei“.
- Die langen Vokale /e:, o:, ø:/ des Niederländischen erscheinen als Diphthonge /iə, uə, øə/.
Das kurze 'i' ist zu /ə/ verdumpft.
Die Lautfolge /sx/ (z. B. in Niederländisch [NL] schieten) ist im Afrikaans durch /sk/ ersetzt: misschien – miskien „vielleicht“.
- Afrikaans kennt Nasalvokale, die aber in der Schrift nicht zum Ausdruck kommen. Sie variieren je nach Sprecher und Bildungsgrad. Sie sind dort entstanden, wo ein 'n' einem 's' vorausging; das 'n' selbst ist dann unter Ersatzdehnung geschwunden:

/ã:/ wie in Afrikaans, dans, Hans „Afrikaans, tanzen, Hans“ (in weniger häufigen Wörtern wie Italiaans „italienisch“ ist Nasalierung unüblich)
/õ:/ wie in ons, spons „wir/unser/uns, Schwamm“
/ẽ:/ wie in mens, wens „Mensch/man, wünschen“…
Der Laut /œ̃:/ ist unüblich; er käme vor in Wörtern wie: guns „Gunst“…
Charakteristische Wörter des Afrikaans, die im Niederländischen nicht vorkommen:
- Der unveränderliche unbestimmte Artikel  'n  /ə/ „ein(e)“.
- Die Verbformen hê, lê, sê „haben, l(i)egen, sagen“.
- Die Negation nie „nicht“, die häufig zweimal im selben Satz vorkommt.

Grammatik:
- Fast ausnahmslose Eliminierung des einfachen Präteritums und „unregelmäßiger“ Verbformen: zingen, zong, gezongen > sing, -, gesing „singen, sang, gesungen“.
- Eliminierung der Endungen für Infinitiv und Person am Verb: die niederländischen Formen [NL] zing, zinge, zingen, zingt fallen im Afrikaans in der Form sing zusammen (Infinitiv, Imperativ, Indikativ, Konjunktiv aller Personen).
- Wegfall des grammatischen Geschlechts. Bei Adjektiven, Artikeln und Pronomen (außer hy, sy, dit „er, sie, es“ sowie eigen neutralen Formen wie alles, niks „alles, nichts“) wird nicht mehr nach Geschlecht unterschieden.

Weitere Besonderheiten gegenüber dem Niederländischen:
- Das Pronomen [NL] er des Niederländischen fehlt im Afrikaans und wird durch daar(van) „da(von)“ ersetzt:

- 1. Als Partitiv (ein Teil von etwas): …dat hy niks daarvan gekoop het nie „…dass er nichts davon gekauft hat“ (niederl. [NL] dat hij er niets van heeft gekocht.)
- 2. Als Existenzaussage („es gibt“): Daar is baie om oor dankbaar te wees. „Es gibt viel, worüber man dankbar sein sollte.“ (wörtlich: „da ist viel um [dr]über dankbar zu sein.“ – Hingegen Niederländisch: [NL] Er is veel om dankbaar voor te zijn.)

- Scheidung der Präpositionen vir „für“ und voor, während das Niederländische nur voor kennt.
- Das Relativpronomen ohne vorangehende Präposition ist immer wat (Niederländisch die bzw. dat).
- beter „besser“ kann als Modalverb verwendet werden: jy beter gaan „du solltest (besser) gehen“.
- Das Pronomen der 3. Person Pl. ist hulle (angelehnt an julle „ihr“; es ersetzt niederländisch [NL] zij, hen, hun).
Die Objektform ons „uns“ steht auch für das Subjekt: „wir“.
Das Pronomen het „es“ entfällt und wird durch dit (im Niederländischen bedeutet dasselbe Wort „dies“) ersetzt.
- Etliche Wörter sind im Niederländischen veraltet oder haben dort eine andere Bedeutung, zum Beispiel:
bottel „Flasche“, plaas „Farm“, vinnig „schnell“ (niederl. bedeutet das Wort „scharf“), tas „Koffer“ (niederl. „Tasche“), Bevorzugung von praat für „sprechen“…
- Besondere Wortbildungen oder im Niederländischen nicht vorhandene Fremdwörter:
Statt veraltetem welke „welche“ wird im Afrikaans watter (< 'wat + voor' „was für (ein)“) verwendet, während „was für ein“ durch wat se ausgedrückt wird.
hardloop „rennen“, ** toemaak „schließen“ (wörtlich: zumachen), naweek „Wochenende“ (wörtlich: Nachwoche).
baie „viel(e), sehr“, piesang „Banane“ aus dem Malaiischen, rissie „Paprika/Chili“…

Mit dem Englischen teilt das Afrikaans diverse Eigentümlichkeiten, die es vom Niederländischen unterscheiden:
- Der Infinitiv ist gleich dem Imperativ und der gebeugten Präsensform: come / kom „kommen; komm!, kommt!; (ich) komme, (du) kommst, (ihr) kommt“.
Eine besondere Form für die 3. Person Singular (englisch 'comes') existiert jedoch nicht.
- Das grammatische Geschlecht ist aufgegeben worden; der einzige Artikel ist the / die bzw. a / 'n .
Das Pronomen enige entspricht von der Bedeutung her weitgehend dem Englischen any.
Das niederländische Reflexivpronomen [NL] zich „sich“ ist ausgestorben. Es wird ersetzt durch homself / haarself / ditself / hulleself (englisch 'himself' usw.). Die Endung -self kann allen Reflexivpronomen angehängt werden; während diese Endung im Englischen obligatorisch ist, kann sie im Afrikaans auch fehlen (in der 3. Person entsteht dann eine Mehrdeutigkeit).
- Der Genitiv, der mit se gebildet wird; diese Form entspricht weitgehend dem Englischen ' 's', ist aber freier verwendbar.
- moet nie (auch zusammengezogen: moenie) bedeutet „darf nicht“ (wie Englisch 'must not'; niederländisch [NL] moet niet bedeutet jedoch „sollte besser nicht“)
- Redewendungen, z. B.: geniet jouself „viel Spaß!“ (entspricht wörtlich dem englischen 'enjoy yourself'), desgleichen sien jou later „bis später!“ (englisch 'see you later').
Niederländisch wären: [NL] geniet ervan, tot siens!.

### Rechtschreibung in offener und geschlossener Silbe
Die folgenden Regeln sind für die Bildung des Plurals, der gebeugten Form des Adjektivs, des Komparativs und teilweise der Derivation zu beachten:
Die ursprünglichen langen Vokale /a:, e:, o:, y:/ kommen in zweifacher Schreibweise vor:
- In offener Silbe werden sie 'a, e, o, u' geschrieben: mane (d.i. 'ma-ne') „Monde“.
Ausnahme ist tweede „zweite“.
- In geschlossener Silbe wird der Vokal verdoppelt: maan „Mond“.

Einfach- und Doppeltschreibung von Konsonanten:
- Offene Silbe: visse (d.i. 'vis-se') „Fische“.
- Geschlossene Silbe: vis „Fisch“.

In der Nachsilbe -ig wird das 'g' beim Antritt einer Endung nicht verdoppelt.

### Zur Phonologie

#### Assimilation
Regressive Assimilation auf den vorangehenden Konsonanten durch die stimmhaften Plosive /b/ und /d/:
- sakdoek /sak/ + /duk/ --> [sagduk] („Taschentuch“).
- liefde [livdə] („Liebe“).

Palatalisierung von /s/ in Richtung des englisch 'sh'-Lautes [ʃ], auch über Wortgrenzen hinweg:
- /s/ vor /j/ nähert sich dem [ʃ]-Laut: is jy /əs jəɪ̯/ --> [əʃəɪ̯] („bist du“).

Besonders unter jungen weißen Afrikaans-Sprechern ist anzutreffen:
- /s/ nach /r/ nähert sich dem [ʃ]-Laut, besonders am Silbenende.

#### Historische Lautentwicklung
Niederländisches auslautendes 't' und 'n' sind in vielen Fällen weggefallen (Beispiele niederländisch > afrikaans):
- Nach Vokal:

niet > nie „nicht“, seven > sewe „7“, negen > nege „9“, mijn > my „mein“, morgen > môre „morgen“, binnen > binne „innen“, boven > bo „oben“
- Die häufigste Plural-Endung '-en' ist hiervon betroffen: huisen > huise „Häuser“
- Außerdem einige feste Redewendungen: tevreden > tevrede „zufrieden“, goedendag > goeie dag „guten Tag“ (aber vor Vokal: goedenavond > goienaand „guten Abend“).
- Bei einigen Substantiven ist das 'n' im Singular geschwunden und taucht im Plural (oder Diminutiv) wieder auf: wagen > wa „Wagen“, Plural: waens, Diminutiv: waentjie „Wägelchen“

- nach 'g' oder k':

nacht > nag „Nacht“, licht > lig „Licht, leicht“, slecht > sleg „schlecht“, mocht > mog „durfte“, acht > ag(t) „8“, markt > mark „Markt“, naakt > naak „nackt“.
- nach oder vor s:

rust > rus „Ruhe“, moest > moes „musste“, geweest > gewees „gewesen“, kunst > kuns „Kunst“, rijst > rys „Reis“, juist > juis „just“, plaats „Platz“ > plaas „Farm“, beslist > beslis „definitiv“
Durch den Wegfall von 't' und 'n' wurden zwei Besonderheiten des Afrikaans begünstigt:
- Die wichtigste Personenendung des Niederländischen (-t) und die Endung des Infinitivs (-en) fallen weg:

bak = „backen“, „backe, bäckst, bäckt, backen, backt“, „backe!, backt!“
braai = „braten“, „brate, brätst…“, „brate!, bratet!“
Das unflektierte Partizip Perfekt entsteht nun durch Voranstellen von ge- vor den bloßen Verbstamm (im Niederländisch wird noch ein 't' oder 'en' angehängt):
gebak = „gebacken“, gebraai = „gebraten“
- In der flektierten Form jedoch, bei der Adjektive die Endung -e annehmen, tritt das abgefallene '-t' oder '-d' wieder auf:

gebakte = „gebackene(r,s)“, gebraaide = „gebraten(r,s)“
Das „Wiederauftauchen“ eines weggefallenen 't' gilt für den Plural vieler Substantive bzw. die gebeugte Form vieler Adjektive:
nag – nagte „Nacht, Nächte“, lig – ligte „leicht, leichte“
Außerdem ist manchmal niederländisches v zwischen Vokalen, und stets w nach einem Diphthong geschwunden:
avond > aand „Abend“, geven > gee „geben“, leeuw > leeu „Löwe“, vrouw > vrou „Frau“.
Zwischen Vokale sind besonders die Konsonanten 'd' und 'g' vielfach geschwunden; für 'd' tritt manchmal 'i' als „Ersatzlaut“ ein. Siehe dazu den nächsten Abschnitt. Bei manchen Wörtern ist nur die Form ohne den Konsonanten erhalten und der Vokal ('e') am Ende ist geschwunden, sodass das Wort so aussieht, als wäre ein auslautendes '-d' geschwunden:
rood > rooi „rot“

#### Phonologische Regeln
Zwischen Vokalen sind die Konsonanten g und d (selten b) in vielen Wörtern geschwunden, während sie am Wortende erhalten bleiben; manchmal tritt 'i' als Ersatzlaut ein. Hierdurch kommt es zu weiteren unregelmäßigen Formen:
Partizip Präsens:
- lê – liggende „liegen – liegend“, sê – seggende „sagen – sagend“, ly – lydende „leiden – leidend“
- Ganz verschwunden ist das 'd' etwa in: ry – ryende „fahren – fahrend“ (niederländisch [NL] rijden)

Plural bei Substantiven:
- brug – brûe „Brücke – Brücken“
- pad – paaie „Pfad – Pfade“

Bildung der gebeugten Adjektivform:
- hog – hoë „hoch – hohe“, leeg – leë „leer – leere“
- oud – ou „alt – alte“, goed – goeie „gut – gute“

Schließlich wird 'w(w)' am Wortende zu 'f' (auch orthographisch; vgl. englisch 'leaf – leaves'):
brief – briewe „Brief – Briefe“ (nach 'ie' wird der Konsonant nicht verdoppelt)
laf – lawwe „albern – alberne“

#### Intonation
Der Melodieverlauf ist eher gleichbleibend bis zum letzten Wort im Satz. Hier unterscheiden sich die Satzarten:
- Aussagesatz: Auf der letzten betonten Silbe fallender Ton.
- Entscheidungsfrage: Ab der letzten betonten Silbe steigender Ton.
- Frage mit Fragewort: Ab der letzten betonten Silbe fallender Ton!

Zum Beispiel: Waar is julle? „Wo seid ihr?“. Letzte betonte Silbe: 'jul'. Intonation der einzelnen Silben: [– – ↘ _]
Das Wort wragtig (ausgesprochen [vraxtax]) mit steigendem Tonfall bedeutet „Wirklich? Kein Scherz?“
Das Wort o! (/oə/) in steigendem Tonfall bedeutet „Ach so (ich verstehe).“

### Zur Morphologie
Die folgende Tabelle vergleicht die eng verwandten germanischen Sprachen Englisch, Afrikaans, Niederländisch und Deutsch nach der Komplexität ihrer Formen; zu den Beispielwörtern ist eingetragen, wie viele verschiedene Formen das jeweilige Wort bilden kann (mehrdeutige Formen werden nicht wiederholt); das Norwegische (Bokmaal) ist als eine dem Afrikaans hinsichtlich des Formenreichtums vergleichbaren germanischen Sprache beigefügt:
| Beispielwort     | Englisch                              | Afrikaans                                          | Niederländisch                                                                        | Deutsch | Norwegisch                                             |
| ---------------- | ------------------------------------- | -------------------------------------------------- | ------------------------------------------------------------------------------------- | --- | ------------------------------------------------------ |
| Verb: sein       | 8 be being been am, is, are was, were | 5 wees synde gewees is was                         | 14 zijn zijnd geweest ben, bent, is, zijt; zij; wees!, weest! was, waart, waren; ware | 20 sein seiend gewesen bin, bist, ist, sind seid; sei!; seist, -en, -et war, -st, -en, -t; wäre, -est, -en, -et | 6 være værende vært er; vær! var                       |
| Verb: singen     | 5 sing singing sung sings sang        | 3 sing singende gesing -                           | 10 zingen zingend gezongen zing, zingt; zinge zong, zongt, zongen; zonge              | 15 singen singend gesungen singe, -st, -t; sing! sang, -st, -en, -t; sänge, -est, -en, -et                      | 7 synge; synges syngende sunget singer; syng! sang     |
| Verb: machen     | 4 make making made makes -            | 3 maak makende gemaak -                            | 8 maaken maakend gemaakt maak, maakt, make maakte, maakten                            | 11 machen machend gemacht mache, -st, -t; mach! machte, -st, -n, -t                                             | 6 gjøre; -es gjørende gjort gjør! gjorde               |
| Adjektiv: klein  | 3 small, smaller, smallest            | 6 klein, kleine, kleins kleiner, kleiners kleinste | 8 klein, -e, -s kleiner, -ere, -ers kleinst, kleinste                                 | 16 klein, -e, -em, -en, -es kleiner, -ere, -erem, -eren, -erer, -eres kleinste, -em, -en, -er, -es              | 8 liten, lite, (lita), lille, små mindre minst, minste |
| Substantiv: Haus | 2 house houses                        | 2 huis huise                                       | 2 huis huizen                                                                         | 4 Haus, Hauses Häuser, Häusern                                                                                  | 3 hus, huset husene                                    |
| Substantiv: Frau | 2 woman women                         | 2 vrou vroue(ns)                                   | 2 vrouw vrouwen                                                                       | 2 Frau Frauen                                                                                                   | 4 kone, kona koner, konene                             |

Bei den Verben hat Afrikaans von allen germanischen Sprachen die wenigsten differenzierten Formen, bei Adjektiven und Substantiven das Englische. Die Grammatik des Afrikaans ist relativ leicht zu erlernen, insofern das Kapitel „Beugung von Verben“ nahezu komplett entfällt. Hingegen weist Afrikaans bei den Pluralformen, der Beugung von Adjektiven und der Bildung von Diminutiven mehr Unregelmäßigkeiten auf als das Niederländische.
Im Afrikaans werden häufig Diminutivformen verwendet (z. B. huisie „Häuschen“); ihre Bildung ist komplex, sodass sie etwa im Online-Wörterbuch 'Wiktionary' mitangegeben sind.

### Zur Syntax
Der Satzbau entspricht im Wesentlichen dem des Niederländischen: Verbzweitstellung im Aussage-, Verbendstellung im Nebensatz. Modalverben können keine Partizipien bilden; die Behandlung von Modalverben und Verbkonstruktionen im Satz stellen ein eigenes Kapitel in der Grammatik des Afrikaans dar.
Es gibt nur drei reguläre Zeitformen: Präsens, Perfekt und Futur. Ein Verb in der „Präsensform“ kann auch die Vergangenheit oder Zukunft abdecken, ein Verb in der Vergangenheitsform kann als Imperfekt, Perfekt oder Plusquamperfekt übersetzt werden.
Bemerkenswert ist die „Verneinungs-Klammer“ des Afrikaans. Sie erscheint auf den ersten Blick wie eine „doppelte Verneinung“, jedoch können doppelte Negationen – anders als etwa im Bayerischen – durchaus die Negation wieder aufheben:
- Ek het dit nog nooit gesien nie. „Ich habe es noch nie gesehen [nicht].“
- Niemand sien niks nie. „Niemand sieht nichts“ = „Jeder sieht etwas“.

Treffender wäre also die Feststellung: jede verneinte Phrase muss mit einem nie abgeschlossen werden; Ausnahmen sind vor allem verkürzte Antworten:
- Wat het jy gesien? – Niks (nie). „Was hast du gesehen? – Nichts.“

## Verben
Im Prinzip hat ein Verb im Afrikaans nur 3 verschiedene Formen:
1. Eine Form für Infinitiv, Imperativ und Präsens
2. Ein Partizip Präsens
3. Ein Partizip Perfekt

Die „Präsensform“ kann je nach Kontext auch zur Bezeichnung zukünftiger oder vergangener Ereignisse gebraucht werden:
- Ek kom môre die kar haal. „Ich komme morgen das Auto holen.“
- Gister koop Jan die boek. „Gestern kauft(e) Jan das Buch.“
- Toe kom hy „Da kam er“.

Im ersten Satz wird durch gister auf die Vergangenheit verwiesen. Im zweiten Satz verweist das Adverb toe „da, damals“ eindeutig auf die Vergangenheit. Man könnte also sagen: die Form kom steht sowohl für das Präsens („er kommt“) als auch das Präteritum („er kam“); beide Formen sind im Afrikaans zusammengeflossen. Daher kann die „Präsensform“ sogar das Konditional vertreten:
- Het die leeu nie daar bly staan nie, het ek hom vrek geskiet. „Wäre der Löwe dort nicht stehengeblieben, hätte ich ihn totschießen können“
(wörtlich: 'hat der Löwe nicht dort bleiben stehen nicht, habe ich ihn sterben geschossen.')
- Ek wens ek het 'n bromponie gehad. „Ich wünschte, ich hätte ein Moped gehabt“.

In laufenden Erzählungen wird gerne das Präsens verwendet.
Konstruktionen mit Modalverben sind ein Kapitel für sich, das im Abschnitt Syntax ausgeführt werden wird.
Verben können wie im Deutschen trennbare und untrennbare Vorsilben (Präfixe) haben:
Je nach Betonung gibt es etwa zwei Varianten von deurloop „durchlaufen“. Das Partizip zeigt den Unterschied:
- deurgeloop „(hin)durchgelaufen“ (das Präfix ist betont)
- deurloop „durchláufen“ (der Verbstamm ist betont).

### Einfache Formen
Viele Verben, die auf Langvokal+'f' oder Kurzvokal+'rf' enden, haben zwei Formen für Infinitiv und Präsens; das Partizip Perfekt kann aus beiden gebildet werden:
- Bei den folgenden Variantenpaaren hängt die Verwendung vom Satzrhythmus oder der persönlichen Präferenz ab:

leef/lewe – geleef – gelewe „leben – gelebt“, ebenso: beloof/belowe „versprechen“, sterf/sterwe „sterben“
- Beim folgenden Verb wird die erste Variante bevorzugt im Imperativ, die andere ansonsten verwendet: vergeef/vergewe „vergeben“
- Bei folgenden Verben sind die jeweils ersten Varianten selten:

beef/bewe „zittern“, (be)graaf/(be)grawe „(be)graben“, erwe/erf „erben“.
- Die Variante (ver)sôre von (ver)sorg „(ver)sorgen“ ist dialektal oder archaisch:

- Die Here sal vir jou sôre. „Der Herr wird für dich sorgen.“

#### Infinitiv und Präsens
Es gibt im Afrikaans – mit Ausnahme zweier Verben – keinen Unterschied zwischen den Formen des Infinitivs und der des Präsens. Die Verbformen sind in allen Personen und Numeri gleich; ein Konjunktiv wird nicht gebildet.
1. Die Präsensform
| Person      | Person      | Gewöhnliches Verb | Gewöhnliches Verb | Das Verb „sein“ | Das Verb „sein“  | Das Verb „haben“ | Das Verb „haben“                      |
| ----------- | ----------- | ----------------- | ----------------- | --------------- | ---------------- | ---------------- | ------------------------------------- |
| INFINITIV   | INFINITIV   | laufen            | loop              | sein            | wees             | haben            | hê (als Vollverb) het (als Hilfsverb) |
| ich         | ek          | laufe             | loop              | bin             | is, Kurzform: 's | habe             | het, Kurzform: 't                     |
| du          | jy          | läufst            | loop              | bist            | is, Kurzform: 's | hast             | het, Kurzform: 't                     |
| er, sie, es | hy, sy, dit | läuft             | loop              | ist             | is, Kurzform: 's | hat              | het, Kurzform: 't                     |
| wir         | ons         | laufen            | loop              | sind            | is, Kurzform: 's | haben            | het, Kurzform: 't                     |
| ihr         | julle       | lauft             | loop              | seid            | is, Kurzform: 's | habt             | het, Kurzform: 't                     |
| sie, Sie    | hulle, u    | laufen            | loop              | sind            | is, Kurzform: 's | haben            | het, Kurzform: 't                     |

In manchen Kontexten muss die hier gegebene „Präsensform“ ins Deutsche mit einer Vergangenheitsform übersetzt werden, zum Beispiel zusammen mit toe „dann, als“, das sich immer auf die Vergangenheit bezieht; oder mit einem anderen Adverb, das sich eindeutig auf Vergangenheit oder Zukunft bezieht:
- toe hy kom… / toe kom hy… „als er kam … / da kam er …“ (kom = Präsensform)
- Gister gaan ek doktor toe „gestern geh ich zum Doktor“.
- Ek doen dit môre. „Ich werde es morgen tun (ich tue es morgen)“.

Der alte Konjunktiv Präsens sy „sei“ des Verbs wees ist in gehobener Sprache noch in Redewendungen wie den folgenden anzutreffen:
- Dié slange bestaan nog, sy dit in veel geringer mate as pofadders. „Diese Schlangen existieren noch, wenn auch in viel geringerem Maße als Puffottern.“
- Hoe dit (ook (al)) sy „wie auch immer“ (englisch: 'whatever the case may be')
- God sy met u „Gott sei mir Dir/Euch“.

2. Der Imperativ
Der Infinitiv kann zugleich als Imperativ (Befehlsform) für die 2. Person (jy, julle, u) verwendet werden:
| Infinitiv    | Indikativ                                                                      | Imperativ                                                 |
| ------------ | ------------------------------------------------------------------------------ | --------------------------------------------------------- |
| wees „sein“  | jy is bly „du bist froh“ julle is bly „ihr seid froh“ u is bly „Sie sind froh“ | Wees bly! „Sei froh!, seid froh!, seien Sie froh!“        |
| gaan „gehen“ | jy / julle / u gaan nou „du / ihr / Sie gehen jetzt“                           | Gaan nou asseblief! „Geh / geht / gehen Sie jetzt bitte!“ |

Die Verneinung des Imperativs sowie die wir-Form wird weiter unten erläutert.
3. Der Infinitiv
Der Infinitiv ist gleich dem Wortstamm. Da der Infinitiv durch keine besondere Endung ausgezeichnet ist (vgl. deutsch 'komm-en'), kann er im Afrikaans durch (om) te verdeutlicht werden:
- om te wees, of om nie te wees nie – dit is die vraag! „Sein oder Nichtsein – das ist hier die Frage!“

Zur Bildung des Infinitivs bei Modalverben wird die Präsensform verwendet; das Modalverb geht dem Hauptverb stets voraus:
- ek kan sien „ich kann sehen“ -> om te kan sien „um sehen zu können“
(Das Niederländisch hat einen eigenen ablautenden Infinitiv: [NL] kunnen.)

Der Infinitiv von hê weist eine Besonderheit auf:
Die Form hê steht in der Verwendung als Vollverb:
- Jy sal dit een dag hê „Du sollst es eines Tages haben“

Bei der Verwendung als Hilfsverb wird eigentlich nur die finite Form het verwendet:
- Hy moet die bok geskiet het. „Er muss den Bock geschossen haben.“
- Ek sal dit voor díe tyd gedoen het. „Ich werde es vorher getan haben.“

Dies betrifft auch den „Infinitiv Perfekt“: te gedoen het „getan zu haben“:
- Hy hoef dit nie te gedoen het nie. „Er hätte es nicht tun müssen.“
(Das Niederländische hat hier [NL] om … te hebben gedaan, wo hebben dem Hauptverb erstens vorausgeht, und zweitens im Infinitiv steht.)

#### Das einfache Präteritum
Nur die folgenden Verben haben eine besondere Vergangenheitsform, die hier „einfaches Präteritum“ genannt wird, im Gegensatz zum „zusammengesetzten Präteritum“ oder „Perfekt“, das mit einem Hilfsverb gebildet wird.
| Deutsch                      | Präsens | einfaches Präteritum |
| ---------------------------- | ------- | --- |
| bin, bist, ist… – war, wäre  | is      | was |
| habe, hast… – hatte, (hätte) | het     | (sehr formal: had) (had wird nicht als Hilfsverb verwendet!)                                                                                        |
| denke – dachte               | dink    | dag, dog (Diese Formen sind nur in der Bedeutung: „ich dachte, dass…“) zulässig. Jedoch: Descartes het veel gedink. „Desc. hat viel (nach)gedacht.“ |
| kann – konnte, könnte        | kan     | kon |
| muss – musste, müsste        | moet    | moes |
| will – wollte                | wil     | wou |
| wird, soll – würde, sollte   | sal     | sou |
| weiß – wusste                | weet    | wis |
| darf – durfte                | mag     | (veraltet: mog) Zur Ersatzform s. den Abschnitt Verbkonstruktionen                                                                                  |

Die Verwendung von had „hatte“ ist noch vereinzelt in Literatur oder Journalismus (oder im Kap-Dialekt) anzutreffen und gilt als sehr gehoben:
- Jy kon net toegang kry as jy een van die deftig gedrukte uitnodigings in die hand had. wörtlich: „Du könntest nur Zugang kriegen, wenn du einen von den nobel gedruckten Einladungen in der Hand hättest.“
- Had jy tog maar net ‘n stem… „Hättest du doch nur eine Stimme…“

In der indirekten Rede kommen einfaches Präteritum oder das gewöhnliche Präsens vor:
- Hy het sy ma gevra of hy kon saamgaan. „Er fragte seine Mutter, ob er mitgehen könne“
(kon ist das Präteritum von „können“; aber auch die Präsensform kan ist hier möglich!).

Das einfache Präteritum wird auch im Sinne des Konditional verwendet und kann unerfüllbare Wünsche (Irrealis) ausdrücken:
- Hy dag ek sou eers môre kom „Er dachte, ich würde erst morgen kommen“.
- Ek het gister nie geweet dat hy vandag nie sou kom nie „Ich wusste gestern nicht, dass er heute kommen würde“.
- Was dit maar waar. „Wäre es bloß wahr!“
- As ek jy was, was ek lankal in die Kaap. „Wenn ich du wäre, wäre ich längst am Kap.“

Bei Verben, die kein einfaches Präteritum bilden können, wird die gewöhnliche Präsensform oder die Umschreibung mit sou „würde“ verwendet:
- Ek wens ek was ryk. „Ich wünschte, ich wäre reich.“ (Präsens – Präteritum)
- As jy minder sou eet, (dan) was jy nie so vet nie „Wenn du weniger essen würdest, wärst du nicht so dick“.

#### Das Partizip Präsens
Das Partizip Präsens wird gebildet, indem man –ende an den Infinitiv anhängt:
sing – singende „singen – singend“, doen – doenende „tun – tuend“, loop – lopende „laufen – laufend“
Hier kommen durch die besprochenen Lautgesetze allerlei Unregelmäßigkeiten vor. Die -er-Form (z. B. veg „kämpfen“ -> vegt-er „Kämpf-er“) und die -ing-Form (z. B. rig „richten“ -> rigt-ing „Richt-ung“) von Verben werden gewöhnlich von demselben Stamm abgeleitet wie das Partizip Präsens, weshalb die Kenntnis einer dieser drei Formen bei einem bestimmten Verb auch Aufschluss über die jeweils andern beiden geben kann.
Folgende Tabelle zeigt die wesentlichen unregelmäßigen Formen:
| Besonderheit | Besonderheit | (Infinitiv) Partizip oder ähnlich gebildete Ableitung: |
| --- | --- | --- |
| Ganz unregelmäßig sind:                                                                                            | Ganz unregelmäßig sind:                                                                                            | (wees) synde „seiend“ (zur Verwendung s.u.) |
| Ganz unregelmäßig sind:                                                                                            | Ganz unregelmäßig sind:                                                                                            | (hê) hebbende „habend“ (Wird nur noch in Zusammensetzungen verwendet, z. B. gesaghebbend / gesaghebbende „verbindlich / Autorität“.) |
| Ganz unregelmäßig sind:                                                                                            | Ganz unregelmäßig sind:                                                                                            | (kom) komende „kommend“ ('m' wird nicht verdoppelt) |
| Ganz unregelmäßig sind:                                                                                            | Ganz unregelmäßig sind:                                                                                            | (dink) denkende „denkend“ |
| Ganz unregelmäßig sind:                                                                                            | Ganz unregelmäßig sind:                                                                                            | (opwen) opwindende „aufregend“ |
| Ein ausgefallener Konsonant tritt hinzu:                                                                           | ein 't': | (berig) berigtende „berichtend“ (dig) digtende, digter „dichtend, Dichter“ (jag) jagtende, jagter „jagend, Jäger“ (lig) ligtende „gehoben“ (sug) sugtende „seufzend“ (veg) vegtende, vegter „kämpfend, Kämpfer“; (rus) rustende „ruhend“ (fees) feestende „feiernd“. |
| Ein ausgefallener Konsonant tritt hinzu:                                                                           | ein 'd': | (skei) skeidende, skeiding „scheidend, Scheidung“ (lei) leidende, leiding „führend, Führung“ (ly) lydende, lyding „leidend, Leid“ |
| Ein ausgefallener Konsonant tritt hinzu:                                                                           | ein 'g(g)': | (kry) krygende „bekommend“ (sê) seggende „sagend“ (lê) lêende/liggende „liegend“ |
| Ein ausgefallener Konsonant tritt hinzu:                                                                           | ein 'w': | (bly) blywende „bleibend“ (gee) gewende „gebend“ |
| Ausfall eines Lautes zwischen Vokalen:                                                                             | 'g' entfällt: | (opdaag) opdaende „auftauchend“ (knaag) knaende „nagend“. |
| 'f' wird verwandelt:                                                                                               | 'f' wird zu 'w':                                                                                                   | (bestuif) bestuiwende, bestuiwing „bestäubend, Bestäubung“ (kolf) kolwende, kolwer „mit einem Schläger schlagend, Schlagmann“ (sterf) sterwende, uitsterwing „sterbend, [das] Aussterben“ (skryf) skrywende, skrywer „schreibend, Schreiber“                         |
| 'f' wird verwandelt:                                                                                               | 'f' wird verdoppelt:                                                                                               | (verdof) verdoffende „dumm werdend“ |
| '-ende' verschmilzt mit der ursprünglichen Infinitivendung -n, die bei manchen Verben heute zum Wortstamm gehört:: | '-ende' verschmilzt mit der ursprünglichen Infinitivendung -n, die bei manchen Verben heute zum Wortstamm gehört:: | (gaan) gaande „gehend“ (sien) siende/sienende „sehend“ (slaan) slaande „schlagend“ (staan) staande „stehend“ (open) opende „öffnen“ |

Diese Formen werden vor allem als Adjektive verwendet:
- die laggende kinders „die lachenden Kinder“, bestuiwende insekte „bestäubende Insekten“, die komende verkiesing „die kommende Wahl“

In höherem Stil kann das Partizip einen Nebensatz einleiten:
- Afhangende van in watter stemming hy is, … „abhängig [da]von, in welcher Stimmung er ist, …“
- …, bestaande uit ses persone „bestehend aus sechs Personen“
- Ek skree hy moet inkom, menende dis weer Dunn. „Ich schrie, er solle reinkommen, in der Meinung [wörtlich: denkend], es sei [wörtlich: ist] wieder Dunn.“

Das Partizip synde „seiend“ gehört dem höheren Stil an und bleibt im Deutschen oft unübersetzt:
- Ek het dit opgevat as synde 'n geval van uitbuiting. „Ich habe das aufgefasst als [seiend] einen Fall von Ausbeutung.“
- Toe kom die Orlams, synde die reste van die Khoenstamme. „Dann kamen die Orlams, [seiend] die Reste der Khoi-Stämme.“

Beispiele für die Verwendung in adverbialer Funktion:
- Die staat het toenemend afhanklik geraak van sy weermag. „Der Staat ist zunehmend abhängig geworden von seinem Militär.“

Zur Beschreibung eines gerade ablaufenden Vorgangs wird das Partizip zusammen mit al verwendet:
- Sy het al singend(e) die straat afgekom. „Sie kam singend die Straße herab.“

Derselbe Sinn kann durch Verdopplung des Infinitivs ausgedrückt werden:
- Sy het sing-sing die straat afgekom. „Sie kam singend [wörtlich: sing-sing] die Straße herab.“
- Die hasie het hop-hop nader gekom. „Das Häschen kam näher gehüpft“ (wörtlich: 'ist hüpf-hüpf näher gekommen')

Die reduplizierte Form von speel „spielen“ (nicht aber das Partizip!) kann auch „so tun als ob“ ausdrücken:
- Ag toe man, ons doen dit net speel-speel. „Komm schon, wir tun bloß so.“
- Dit was net speel-speel. „Das war nicht echt.“

#### Das Partizip Perfekt
Das Partizip Perfekt wird gebildet, indem der Infinitiv-Form des Verbstamms ge- vorangestellt wird:
kom – gekom „kommen – gekommen“, saamgaan – saamgegaan „mitkommen – mitgekommen“
Bei nicht trennbaren Präfix (immer be-, er-, ge-, her-, ont-, ver-, manchmal aan-, agter-, deur-, om-, onder-, oor-, voor-) sind Infinitiv und Partizip Perfekt identisch (so wie beim deutschen Verb „bekommen“). Zum Beispiel:
verstaan / het verstaan „verstehen / hat verstanden“
onthou / het onthou „sich erinnern / hat sich erinnert“
Bei Verben auf -eer kann (im Gegensatz zum Deutschen)ge- optional hinzutreten; wird das Partizip attributiv verwendet, muss ge- stehen:
- Die land word sieg (ge)regeer. „Das Land wird schlecht regiert.“
-  'n ryk geïllustreerde tydskrif „Eine reich illustrierte Zeitschrift“

Unregelmäßige Formen:
| Besonderheit | Besonderheit                                                                        | (Infinitiv) Ableitungen |
| --- | ----------------------------------------------------------------------------------- | --- |
| Ganz unregelmäßig: | Ganz unregelmäßig:                                                                  | (hê) gehad „gehabt“ |
| In attributiver Stellung taucht altes '-t/d-' wieder auf:                                                                            | In attributiver Stellung taucht altes '-t/d-' wieder auf:                           | (breek) het gebreek – gebreekte koppie „ist gebrochen – gebrochene Tasse“ (buig) het gebuig – gebuigde klerehanger „hat gebogen – gebogener Kleiderbügel“                                                                                         |
| Es haben sich einige „unregelmäßige“ (meist attributive) Formen erhalten, die jedoch nicht zur Bildung des Perfekt verwendet werden: | Bloßer Ablaut:                                                                      | (verbied) verbode „verboten“ (auch als Prädikat) (breek) gebroke „gebrochene, zerrüttete“ (skiet) geskote „geschossene“ (skryf) geskrewe „geschriebene“ (drief) gedrewe „(an)getriebene“ (steel) gestole „gestohlene“ (sing) gesonge „gesungene“… |
| Es haben sich einige „unregelmäßige“ (meist attributive) Formen erhalten, die jedoch nicht zur Bildung des Perfekt verwendet werden: | Unregelmäßige Formen:                                                               | (buig) geboë „gebogene“ (bevries) bevrore „eingefrorene“ (gee) gegewe „an-/vorgegebene“… |
| Es haben sich einige „unregelmäßige“ (meist attributive) Formen erhalten, die jedoch nicht zur Bildung des Perfekt verwendet werden: | Unregelmäßige Formen:                                                               | Von vang „fangen“ existieren noch zwei Ableitungen mit erhaltenem Suffix 'n': gevangene, gevangenis „Gefangener, Gefängnis“. |
| Überbleibsel von alten Partizipien, die heute in anderer Funktion verwendet werden:                                                  | Überbleibsel von alten Partizipien, die heute in anderer Funktion verwendet werden: | gesegde (von sê „sagen“) bedeutet heute „Spruch, Redensart“. geleë (von lê „liegen“) bedeutet „gelegen“ (englisch 'situated'). |
| Überbleibsel von alten Partizipien, die heute in anderer Funktion verwendet werden:                                                  | Überbleibsel von alten Partizipien, die heute in anderer Funktion verwendet werden: | gedaan „getan“ wird kaum als mit doen zusammenhängend betrachtet: makliker gesê as gedaan „leichter gesagt als getan“; nou is ek gedaan „jetzt bin ich kaputt (erschöpft)“; ongedaan maak „rückgängig machen, beheben“                            |
| Umgangssprachlich oder dialektal gibt es von einigen Partizipien Varianten:                                                          | Umgangssprachlich oder dialektal gibt es von einigen Partizipien Varianten:         | (doen) gedoen/gedoet „getan“ (sien) gesien/gesiet „gesehen“, (slaan) geslaan/geslaat „geschlagen“ (dink) gedink/gedag/gedog „gedacht“ |

Modalverben bilden kein Partizip:
- Ek sou dit nie kon gedoen het nie. „Ich hätte das nicht tun können“ (wörtlich: 'ich würde das nicht konnte getan haben nicht').

Zum Verb open „öffnen“ gehört das Adjektiv oop „auf/offen“:
-  'n oop tas „ein offener Koffer“; oopsluit „aufschließen“.
- Die banke moes oop gewees het „Die Banken hätten geöffnet (= offen) sein sollen“.

### Zusammengesetzte Formen
Als Hilfsverben werden wees, hê, word „sein, haben, werden“ verwendet.
Es können folgende Formen im Aktiv gebildet werden, wobei die letzten beiden Formen kaum vorkommen:
| Zeit           | Beispiel                                                                                   |
| -------------- | ------------------------------------------------------------------------------------------ |
| Präsens        | Ek lees die boek „Ich lese das Buch“.                                                      |
| Präteritum     | Ek het die boek gelees „Ich las das Buch / habe das Buch gelesen / hatte das Buch gelesen“ |
| Futur          | Ek gaan/sal die boek lees „Ich werde das Buch lesen“                                       |
| Konditional    | Ek sou die boek lees „Ich würde das Buch lesen / läse das Buch“                            |
| Futur II       | Hy sal dit teen dié tyd al gedoen het. „Er wird es bis dahin schon getan haben“.           |
| Konditional II | Ek sou die boek gelees hê „Ich würde das Buch gelesen haben / hätte das Buch gelesen“      |

#### Modalverben
| Deutsch                             | Präsens / Präteritum und Konditional |
| ----------------------------------- | ------------------------------------ |
| kann / konnte, könnte               | kan / kon                            |
| muss, soll / musste, sollte, müsste | moet / moes                          |
| will / wollte                       | wil / wou                            |
| darf                                | mag                                  |

Zu beachten ist, dass die Verneinung von moet mit „darf nicht“ übersetzt wird:
- hy moet dit nie doen nie „er darf es nicht tun“.

Die Übersetzung von „nicht müssen“ wird nicht mit Modalverben gebildet, sondern mit hoef nie te „braucht nicht zu“; sie wird im Abschnitt Syntax dargestellt.
Die ursprüngliche Infinitivform der Modalverben ist verlorengegangen, stattdessen kann die Präsensform oder der Infinitiv Perfekt dafür eintreten:
- Om dit te kan doen „um es tun zu können“ (kan ist eigentlich die „Präsensform“)
- Ek het dit altyd kan doen „Ich hätte es immer tun können“ (die Anwendung der Präteritumform kon „konnte“ wird hier bevorzugt).
- Niederländisch: [NL] hij had het kunnen doen „er hätte es tun können“ (wörtlich: 'er hatte es können tun') mit dem Infinitiv [NL] kunnen.
Jedoch Afrikaans: hy kon dit gedoen het (wörtlich: 'er konnte/könnte es getan haben').

#### Das Perfekt
Die meisten Verben können nur eine einzige Vergangenheitsform bilden, die die Funktionen von Imperfekt, Perfekt und Plusquamperfekt abdecken kann. Sie wird gebildet wie die 'simple perfect tense' im Englischen: mit dem Hilfsverb „haben“ (nie mit „sein“!) und dem Partizip Perfekt:
ek het geloop „ich bin gelaufen, lief, (war gelaufen)“
ek het gewees „ich bin gewesen“
ek het gehad „ich habe gehabt“
Diese Verbform wird für Konstruktionen verwendet, in denen im Deutschen der Konjunktiv erforderlich ist:
- Ek wens ek het 'n bromponie gehad. „Ich wünschte, ich hätte ein Moped gehabt“ (wens = Präsens, het gehad = Präteritum)
- As jy minder geëet het, … „Wenn ihr weniger gegessen hättet, …“

Hierzu sowie zur Umschreibung eines Plusquamperfekts siehe den Abschnitt zu Tempus in abhängigen Sätzen.

#### Futur und Konditional
Das Futur wird, wenn nicht die bloße Präsensform gewählt wird, mit gaan (entsprechend Englisch 'going to') oder sal (entsprechend Englisch 'will/shall') gebildet:
- Ek doen dit môre. „Ich tue es morgen“.
- Ek gaan dit môre doen „Ich werde es morgen tun“ (englisch 'I am going to do it tomorrow')
- Ek sal dit doen as ek tyd het. „Ich werde es tun, wenn ich Zeit habe“.

Wird das Hilfsverb sal in die Vergangenheit gesetzt (sou), entsteht das Konditional bzw. der Irrealis:
- Ek sou dit doen „Ich würde es tun / ich täte es“.

Zum Konditional Perfekt bzw. Irrealis der Vergangenheit siehe den Abschnitt Tempus in abhängigen Sätzen.

#### Zusammengesetzte Imperativformen
Der negierte Imperativ wird durch Voranstellen von moenie „darf nicht“ gebildet:
|                                               | Deutsch                                                                                     | Afrikaans                                              |
| --------------------------------------------- | ------------------------------------------------------------------------------------------- | ------------------------------------------------------ |
| Aufforderung an die 2. Person                 | „Geh / geht / gehen Sie nicht!“ „Frag / fragt / fragen Sie nicht, wie sie das gemacht hat!“ | Moenie gaan nie! Moenie vra hoe sy dit gedoen het nie! |
| Aufforderung an die eigne Gruppe (Kohortativ) | „Gehen wir! / lass(t) uns gehen!“                                                           | kom ons gaan! = laat ons gaan!                         |

#### Das Passiv
Im Präsens wird das Passiv mit dem Hilfsverb word „wird“, im Präteritum mit is „ist“ gebildet:
| Zeitform       | Zeitform                                                        | Beispiel |
| -------------- | --------------------------------------------------------------- | --- |
| Präsens        | Präsens                                                         | Die boek word gelees „Das Buch wird gelesen“.                                                                              |
| Präteritum     | Perfekt (formales Plusquamperfekt) (formales Doppeltes Perfekt) | Die boek is gelees „Das Buch wurde gelesen / ist gelesen worden“. Die boek was gelees Die boek was gelees gewees.          |
| Zukunft        | Futur Futur Perfekt                                             | Die boek sal gelees word „Das Buch wird gelesen werden“ Die boek sal gelees gewees het „Das Buch wird gelesen worden sein“ |
| Konditional II | Konditional II                                                  | Die boek sou gelees gewees het „Das Buch wäre gelesen worden“                                                              |

Ein Plusquamperfekt als eigene grammatische Kategorie existiert nicht. Man kann zwar sagen:
- Sy pa was Maandag al oorlede. „Sein Vater war am Montag schon gestorben/tot“,

jedoch wird der Bezug auf „Vorvergangenes“ eher durch das Adverb al als durch die Vergangenheitsform was ausgedrückt.
Auch die Konstruktion Hy was toegelaat om die boek te koop. „Er durfte das Buch kaufen.“ (wörtlich: 'er war zugelassen, um das Buch zu kaufen') ist formell ein Plusquamperfekt. Hier handelt es sich aber um ein Zustandspassiv; was beschreibt hier einen Zustand, der in der Gegenwart nicht mehr gegeben ist:
- Al die deure was toegemaak. „Alle Türen waren zu.“ (eigentlich: 'alle Türen waren geschlossen worden', wörtlich: 'all die Türen waren zugemacht.')

Dies zeigt sich dadurch, dass die folgenden Varianten gleichbedeutend sind mit „es war schon getan worden“:
a) Dit was toe al gedoen gewees.
b) Dit was toe al gedoen.
c) Dit is toe al gedoen.
Das Adverb toe deutet auf die Vergangenheit, und nur das Adverb al deutet darauf hin, dass etwas schon erledigt war.

#### Die Verlaufsform
Eine Konstruktion, die dem deutschen „ich bin am Schreiben“ entspricht, existiert in zwei Varianten:
- Ek is aan die skryf (wörtlich: 'ich bin an dem Schreiben')
- Ek is besig om te skryf (wörtlich: 'ich bin beschäftigt um zu schreiben')

## Nomen
Zu den Nomen zählen die deklinierbaren Wortarten: Substantive, Adjektive und Pronomen.

### Allgemeines
1. Genus. Afrikaans kennt kein grammatikalisches Geschlecht. Auf Unbelebtes oder Tiere, deren Geschlecht nicht bezeichnet werden soll, wird mit dit „es“ referiert. Züge Schiffe und Motorräder gelten als männlich.
Da ein Possessivpronomen für dit fehlt (die englische Entsprechung wäre 'its'), wird meistens sy verwendet:
- Roep die hond en gee hom sy kos „Ruf den Hund und gib ihm sein Futter“ (oder: „ihr ihr Futter“).

2. Die einzigen Überbleibsel von grammatischen Fällen sind die Personalpronomen my, jou, hom, haar „mir/mich, dir/dich, ihm/ihn, ihr/sie“. Ansonsten wird der Kasus gar nicht oder durch Präpositionen markiert. Außerdem verfügt Afrikaans über einen besonderen Genitiv.
Bei Personen wird der Dativ und häufig auch der Akkusativ (!) durch die Präposition vir gekennzeichnet:
- Beispiel für den Dativ: Hy het dit (vir) my gesê. „Er hat es mir gesagt.“

Mehr hierzu im Abschnitt über direktes und indirektes Objekt.
3. Die Formen des Artikels sind unveränderlich für Geschlecht oder Numerus:
- bestimmter Artikel: die man, die vrou, die kind – die kinders „der Mann, die Frau, das Kind – die Kinder“
- unbestimmter Artikel:  'n man, 'n vrou, 'n kind „ein Mann, eine Frau, ein Kind“
Er wird gewöhnlich als bloßes Schwa (/ə/) ausgesprochen.

### Substantive
Nur Eigennamen, Wochentage und Monatsnamen werden großgeschrieben: Duitsland, Sondag, Januarie „Deutschland, Sonntag, Januar“.
Substantive kennen im Allgemeinen folgende Formen:
1. Grundform (Singular)
2. Plural (Faustregel: Substantive, die nicht auf der letzten Silbe betont sind, oder solche, die auf Vokal enden, bekommen -s, die übrigen -e)
3. Diminutiv Singular
4. Diminutiv Plural (-s wird angehängt)

#### Pluralbildung
Die Pluralendungen sind, je nach Wort, -e oder -s.
Einige wenige Substantive können wahlweise jede der beiden Endungen nehmen:
| Betroffene Substantive                                                                                 | Beispiele |
| --- | --- |
| Wahlweise -e oder -s haben:                                                                            | |
| Die Buchstaben f, l, m, n, r des Alphabets:                                                            | f's oder f'e |
| Folgende Substantive:                                                                                  | moet – moete / moets „das Muss“, kern – kerne / kerns „Kern“, tier – tiere / tiers „Tiger“, hoed - hoede / hoedens „Hut“ |
| Viele Ableitungen von Verben auf -ing:                                                                 | beweging > beweginge, bewegings „Bewegung(en)“, vertraging(s/e), vergadering(s/e), opening(s/e), poging(s/e), oefening(s/e)… |
| Bei einigen Wörtern gibt es im Singular zwei Varianten, deren jeder eine eigene Pluralform entspricht: | |
| Fremdwörter auf -eur/or:                                                                               | direkteur – direkteure / direkteurs, lektor – lektore / lektors |
| Fremdwörter auf -ikus:                                                                                 | politikus – politici /po'litisi/ „Politiker“, ebenso: musikus, fisikus, tegnikus u. a. Der alternative Plural politikusse, musikusse… ist seltener. Nur -i hat katalogus – katalogi                                                 |
| Fremdwörter auf -um:                                                                                   | laboratorium – laboratoria / laboratoriums, museum — musea / museums, sentrum – sentra / sentrums |
| Fremdwörter auf -ied / -ien mit zwei möglichen Singularformen:                                         | oksied – oskiede oder okside – oksides „Oxyd“, vitamien – vitamiene oder vitamine – vitamines „Vitamin“ |
| Folgende Substantive:                                                                                  | klag – klagte oder klagte – klagtes „Klage“, sekond – sekonde oder sekonde – sekondes „Sekunde“, buurt – buurte oder buurte – buurtes „Nachbarschaft“                                                                               |
| Vereinzelte Doppelformen:                                                                              | |
| | Hottentot – Hottentotte / Hottentots, pel – pelle / pels, sambreel – sambrele / sambreels, vorm – vorms /vorme, beleid – beleidsvoeringe / beleidgsvoerings, aanbod – aanbiedinge / aanbiedings, verbod – verbiedinge / verbiedings |
| Folgende Diminutive im Plural:                                                                         | goedjies / goetertjies, klippies / klippertjies, maatjies / matertjies, lammetjies / lammertjies, kalf – kalfies / kalwertjies |
| Einige Substantive, die im Singular Synonym sind, haben im Plural verschiedene Formen:                 | |
| gas – gasse „Gas(e)“ <> gas – gaste „Gast – Gäste“                                                     | |
| kas – kasse „socket(s)“ <> kas – kaste „Schrank – Schränke“                                            | |
| kus – kusse „Kuss – Küsse“ <> kus – kuste „Küste(n)“                                                   | |
| drif – driwwe „Furt(en)“ <> drif – drifte „Leidenschaft(en)“                                           | |
| las – lasse „Fuge“ <> las – laste „Last“                                                               | |
| saal – sale „Saal“ <> saal – saals „Sattel“                                                            | |
| maat – maats (der veraltet: maters) „Kamerad“ <> maat – maate „Maß“                                    | |
| motor – motore „Motoren“ <> motor – motors „Auto“                                                      | |
| lid – ledemate „Körperglied“ <> lid – lede „Mitglied“                                                  | |
| Manche Substantive haben im Plural je nach Endung zwei Bedeutungen entwickelt:                         | |
| letter „Brief“ > lettere „Literatur, schöne Künste“ und letters „Buchstaben des Alphabets“             | |
| man „Mann“ > manne „Helden, Männer, Einheiten“ und mans „(Ehe)Männer“                                  | |
| bad „Bad“ > (swem)baaie „Schwimmbäder“ und baddens „Bäder“                                             | |

Der Plural auf -e:
Die häufigste Pluralendung ist -e (entstanden aus niederländisch '-en'); nach einem 'e', 'o' oder 'ie' wird sie ë geschrieben, langes 'ee' wird zu 'eë':
- Der Stamm bleibt unverändert: voet – voete „Fuß – Füße“, aarbei – aarbeie „Erdbeere – Erdbeeren“, berg – berge /g/ 'Berg – Berge'…
- '-ë' wird angefügt: knie – knieë „Knie – Kniee“, fee – feë „Fee – Feen“…
- Die Buchstaben s und x des Alphabets: s'e, x'e

Hierbei sind die schon genannten Schreibregeln zu beachten:
- Einzelner und verdoppelter Vokal: oor – ore 'Ohr – Ohren', minuut – minute 'Minute – Minuten'…
- Einzelner und verdoppelter Konsonant: wet – wette 'Gesetz – Gesetze', stuk – stukke 'Stück – Stücke'…
- Bei einigen wenigen Wörtern wird ein kurzer Vokal im Plural gelängt: bevel – bevele „Befehl(e)“,
ebenso: dal – dale, gat – gate, gebed – gebede, bevel – bevele, gebrek – gebreke, glas – glase, (af)god – (af)gode, spel – spele, hof – howe

Außerdem gelten die angesprochenen phonologischen Regeln:
| Regel                                                 | Betroffene Substantive/ Besonderheit                                         | Beispiele |
| ----------------------------------------------------- | ---------------------------------------------------------------------------- | --- |
| Die Rückverwandlung von 'f' in ursprüngliches 'w(w)': |                                                                              | olyf – olywe „Olive(n)“, erf – erwe „Erbe(n)“, brief – briewe, duif-duiwe, skyf – skywe, raaf – rawe, teef – tewe, roof – roe, fotograaf – fotograwe, filosoof – filosowe, wolf – wolwe, sif – siwwe/sifte u. a. |
| Die Rückverwandlung von 'f' in ursprüngliches 'w(w)': | Bei den folgenden Substantiven wird ein kurzer Vokal im Plural gelängt:      | staf – stawe „Stab“, hof – howe „Hof“ |
| Der Wiederhinzutritt von ausgefallenem 't' oder 'd':  | Folgenden Substantiven auf -b bzw. -f:                                       | hoof – hoofde, ab(te), graf(te), sif(te), …skrif(te), |
| Der Wiederhinzutritt von ausgefallenem 't' oder 'd':  | Folgenden Substantiven auf -g:                                               | aanklag(te), aanlag(te), berig(te), deug(de), drag(te), gedig(te), gedrog(te), gehug(te), gereg(te), gerug(te), gesig(te), geveg(te), gewig(te), jag(te), klag(te), krag(te), lig(te), lyfwag(te), maag(de), mag(te), nag(te), plig(te), skag(te), smarag(de), tog(te), vlug(te), voog(de), vrag(te), vrug(te), ambag(te) |
| Der Wiederhinzutritt von ausgefallenem 't' oder 'd':  | Folgenden Substantiven auf -k:                                               | argitek(te), aspek(te), distrik(te), insek(te), katark(te), konflik(te), kontrak(te), kontak(te), objek(te), produk(te), projek(te), subjek(te) |
| Der Wiederhinzutritt von ausgefallenem 't' oder 'd':  | Folgenden Substantiven auf -p:                                               | amp(te), konsep(te), manuskrip(te), resep(te) |
| Der Wiederhinzutritt von ausgefallenem 't' oder 'd':  | Folgenden Substantiven auf -s:                                               | aankoms(te), byeenkoms(te), ooreenkoms(te), bees(te), bors(te), diens(te), entoesias(te), fees(te), gees(te), guns(te), kamas(te), kies(te), kis(te), konstras(te), kuns(te), landdros(te), las(te), lies(te), lys(te), oes(te), onlus(te), orkes(te), pos(te), res(te), teks(te), twis(te), vuis(te)                     |
| Der Wiederhinzutritt von ausgefallenem 't' oder 'd':  | Bei Substantiven auf '-is':                                                  | aktivis(te), turis(te) usw. |
| Der Wiederhinzutritt von ausgefallenem 't' oder 'd':  | Bei Analogen Neubildungen:                                                   | as > asse / aste „Achsel“, glimlag > glimlag(t)e „Lächeln“, tydstip > tydstip(t)e „Zeitpunkte“ |
| Der Wiederhinzutritt von ausgefallenem 't' oder 'd':  | Ihr 't' haben wahlweise oder ganz verloren:                                  | mark > mark(t)e „Mark – Märkte“, vonds – vonds(t)e „Fund(e)“ hoes > hoese „Husten“ (hoeste findet sich nur im Wörterbuch) |
| Der häufige Ausfall von intervokalischem 'd' und 'g'  | Der Konsonant verschwindet einfach:                                          | tyd – tye, dag – dae, weg – weë, vlieg – vlieë, vliegtuig – vliegtuie, oorlog – oorloë, hertog – hertoe, slag – slae, verdrag – verdrae, bedrag – bedrae |
| Der häufige Ausfall von intervokalischem 'd' und 'g'  | In offener Silbe werden 'aa/ee/oo//uu' gekürzt:                              | oog – oë „Auge(n)“, maag – mae „Magen – Mägen“, vraag – vrae „Frage(n)“ |
| Der häufige Ausfall von intervokalischem 'd' und 'g'  | Offenes 'e, o, u' wird 'ê, ô, û' geschrieben, um die Aussprache zu erhalten: | brug – brûe, eg – êe, rug – rûe, sog – sôe, trog – trôe Im Plural wig – wîe „Keil(e)“ taucht das einzige Mal der Buchstabe 'î' bzw. der Laut /ə:/ auf. Ältere Grammatiken verzeichnen alternative Formen: brugge, egge, rugge; zu rug gehört auch ruggens „Grate“.                                                        |
| Der häufige Ausfall von intervokalischem 'd' und 'g'  | Für 'd' erscheint bei manchen Wörtern ein Ersatzlaut:                        | pad – paaie, blad – blaaie, meerkat – meerkaaie, skilpad – skilpaaie, gebod – gebooie |

Der Plural auf -s:
Im Allgemeinen werden mit dieser Endung mehrsilbige Substantive versehen, deren Betonung nicht auf die letzte Silbe fällt:
1. Substantive versehen, die auf -el, -em, -en, -er, -lm, -rm enden:
voël – voëls „Vogel – Vögel“, tafel – tafels „Tisch(e)“…
bodem – bodems „Boden – Böden“, besem(s) „Besen“, Moslem(s)…
laken – lakens „Laken“, elektrisiën(s), leuen(s). Aber: Christen(e) „Christ(en)“…
eier – eiers „Ei(er)“, dogter – dogters „Tochter – Töchter“, hoender(s), lêer(s), leër(s)…
film – films „Film(e)“, helm(s), dwelm(s), skelm(s)…
arm – arms „Arm(e)“, skerm(s), storm(s), swerm(s), wurm(s)…
2. Substantive auf -ing verhalten sich verschieden:
- Nicht-abgeleitete Substantive auf …ing (sie enden im Niederländischen auf '-(e)n') bekommen -s: kussing(s) „Kissen“, doring(s) „Dorn“, horing(s) „Horn“, toring(s) „Turm“. Das Substantiv harsings „Gehirn“ ist ein Pluraletantum.
- Ebenfalls -s bekommen viele Ableitungen von Verben mit dem Suffix -ing: beloning(s) „Belohnung(en)“

3. Außerdem Substantive mit folgenden Endungen:
- -aar, -aard, -erd: eienaar(s) „Eigentümer“, dronkaard(s) „Trinker“, standerd(s) „Standard(s)“, luiperd(s), dikkerd(s)….
Aber: wingerd(e) „Weinga/ärten“
- -ier: passasier(s) „Passagier(e)“. Aber: offisier(e), rivier(e), skanier(e).
- unbetontes -a: baba(s), firma(s), gogga(s), kamera(s), ouma(s), oupa(s)…
- Vokal oder Diphthong:

- dame(s), metode(s), sekonde(s)…
- leeu(s), spreeu(s). Aber: eeu – eeue „Jahrhundert(e)“
- koppie – koppies „Tasse(n)“, liedjie – liedjies „Liedchen“ (Diminutive gehören hierher), emosie(s), familie(s), storie(s)…

- Nach betontem -a oder bei Fremdwörter auf '-i/o/u' geht dem Suffix -s ein Apostroph voraus: ma('s), pa('s), foto('s), menu('s), taxi('s)…

4. Schließlich:
- Viele Verwandtschaftsbezeichnungen: broer(s), bruidegom(s), neef(s), oom(s), seun(s)
- Folgende Substantive: roer(s) „Gewehr(e)“, kok(s) „Koch/Köche“[14]
- Die meisten Buchstaben des Alphabets: a – a's „A – A's“ (s, x nehmen immer -e!)
- Folgende Fremdwörter:

Hotnot(s), bloekom(s), enjin(s), fliek(s), kleim(s), klub(s), kampong(s), kostuum(s), piesang(s), tjek(s), tjop(s), generaal(s), kolonel(s), luitenant(s), majoor(s), nektarien(s), sardien(s), sjebeen(s), sjef(s), standerd(s), tenk(s), trem(s), matrics.
Aber: sersant(e) „Sergeant(s)“

 Unregelmäßige Pluralbildung: 
Ein paar Substantive bilden ganz unregelmäßige Formen:
| Pluralendung/ Besonderheit                                                     | Beispiele |
| ------------------------------------------------------------------------------ | --- |
| -ers:                                                                          | goeters „Kleinigkeiten“, kind – kinders „Kind(er)“, lam – lammers „Lamm – Lämmer“, kalf – kalwers „Kalb – Kälber“ (gewöhnlich /kalərs/ gesprochen) schriftsprachlich: klip – klippers „Stein(e)“                                                              |
| -ere:                                                                          | gemoed – gemoedere „Gemüt(er)“, volk – volkere „Völker“, goedere „Güter“ lied – liedere „Lied – Lieder“ (in feierlichem/religiösen Kontext) been – beendere „Bein/Knochen – menschliche Knochen“                                                              |
| -e + Ablaut:                                                                   | skip – skepe „Schiff(e)“, smid-smede „Schmied(e)“, stad – stede „Stadt – Städte“ Substantive auf …heid „…heit“ verwandeln dieses im Plural zu …hede |
| -ens (= eigentlich ein im Singular ausgefallenes 'en' + die Pluralendung 's'): | bed – beddens, gevoel(ens), jong(ens), mied(ens), rug-rûens, vul(lens),kwajong(ens), wa(ens), nooi(ens), ou(ens), vrou(ens), genoeë(ns), lewe(ns), meule(ns), sewe(ns), verlange(ns), vermoë(ns), uermode(ns), voorneme(ns), gegewe(ns), gewete(ns), hawe(ns) |
| Substantive auf -man:                                                          | seeman – seelui „Seemann – Seeleute“; landsman – landsliede „Landsmann – Landsleute“ buurman – bure „Nachbar(n)“ Engelsman – Engelse; Fransman – Franse „Engländer; Franzose(n)“                                                                              |
| Zwei mögliche Formen haben:                                                    | werksman – werksmanne / werklui „Arbeiter“. Ebenso: ambagsman, staatsman |
| Vier mögliche Formen hat:                                                      | koopman – koopmans / koopmanne / koopliede / kooplui „Kaufmann – Kaufleute“ |
| Sonstige unregelmäßige Pluralbildungen:                                        | hemp – hemde „Hemd(en)“ arend – arende „Adler“ lot – lotgevalle „Schicksal“ raad – raadgewinge „Rat“ |

#### Diminutive
Diminutive haben gewöhnlich die Endung '-(Konsonant+)ie'. Da diminutive Formen im Afrikaans häufig angewendet werden, sind ihre Bildungsregeln von Bedeutung; sie drücken aus: Kleinheit, Zärtlichkeit, Vertrautheit, Sympathie, Sarkasmus, Verachtung… Zur Bildung des Plural wird '-s' an die Diminutivform angehängt: huis – huisies „Haus – Häuschen“.
Besonders häufig sind Diminutive auf -djie oder -tjie (beide werden stets [ci] ausgesprochen!). Geht dieser Endung ein 'a / aa / an', 'e / ee / en', 'i / in' 'o / oo / on', 'oe / u / un' voraus, wird der Vokal in einen i-Diphthong verwandelt:
| Betonter Vokal des Wortstamms                                                                                           | Beispiel Grundform - Diminutiv | Aussprache der Diminutivform | Deutsch   |
| --- | ------------------------------ | ---------------------------- | --------- |
| /a/ | mat — matjie                   | /maiki/                      | „Matte“   |
| /a:/ | maat — maatjie                 | /ma:iki/                     | „Kamerad“ |
| /ε/ | bed — bedjie                   | /bεiki/                      | „Bett“    |
| /ə/ | kind — kindjie                 | /kəjki/                      | „Kind“    |
| /ɔ/ | pot — potjie                   | /pɔiki/                      | „Topf“    |
| /uə/ | poot — pootjie                 | /poiki/                      | „Pfote“   |
| /u/ | voet — voetjie                 | /fuiki/                      | „Fuß“     |
| /œ/ | put — putjie                   | /pœiki/                      | „Brunnen“ |
| Die Diphthongierung findet nicht statt, wenn die fertige Diminutivform auf -ldjie, -ltjie, -rdjie, -rtjie, -kkie endet: |                                |                              |           |
| Substantiv auf -rt | hart — hartjie                 | /harki/                      | „Herz“    |
| Substantiv auf -ld | beeld — beeldjie               | /biəlki/                     | „Bild“    |
| Substantiv auf -k | sok — sokkie                   | / sɔki/                      | „Socke“   |

Insgesamt kommen die Endungen -ie, jie, -etjie, -pie, -kie vor:
| Diminutivendung           | Anwendung der jeweiligen Endung                                                               | Beispiele |
| ------------------------- | --------------------------------------------------------------------------------------------- | --- |
| -ie                       | steht nach 's, f, g' und 'k, p'                                                               | boek – boekie „Buch – Büchlein“ lamp – lampie „Lampe – Lämpchen“ Ebenso: kas – kassie, saag – sagie, duif – duifie… |
| -ie                       | Im Diminutiv bleibt 'g' erhalten bzw. wird sogar verdoppelt, auch wenn es im Plural ausfällt: | brug – bruggie, dag – daggie, oorlog – oorloggie, rug – ruggie, vlag – vlaggie, weg – weggie u. a.                  |
| -jie                      | steht nach 'd, t' Der letzte Laut des Substantivs wird nun /c/ gesprochen.                    | hoed – hoedjie /huiki/ „Hut – Hütchen“, aand – aandjie /a:inki/ „Abend“                                             |
| -tjie                     | steht nach Vokal oder Diphthong:                                                              | tree – treetjie „Tritt“, tou – toutjie „Seil“ usw.                                                                  |
| -tjie                     | steht nach [langem Vokal / Diphthong / oe / ie / unbetontem kurzem Vokal] + [l oder n]:       | paal – paaltjie, tuin – tuintjie, tier – tiertjie, lepel – lepeltjie, stoel – stoeltjie…                            |
| -etjie (gesprochen [ici]) | steht nach [kurzem Vokal] + [l, m, n, r, b]:                                                  | vul – vulletjie, stem – stemmetjie, man – mannetjie, ster – sterretjie, rib- ribbetjie usw.                         |
| -etjie (gesprochen [ici]) | steht nach [betonter Silbe] + [ng]:                                                           | ring – ringetjie „Ring“ usw.                                                                                        |
| -pie                      | steht nach [langem Vokal / Diphthong / ie / unbetontem kurzem Vokal / l / r] + [m]:           | boom – boompie, duim – duimpie, riem – riepie, besem – besempie, skelm – skelmpie, arm – armpie usw.                |
| -[k]ie                    | [unbetonter Vokal] + [ng] wird in -nkie verwandelt:                                           | koning – koninkie „König“ usw.                                                                                      |

Unregelmäßig sind:
| Besonderheit                                                                    | Trifft zu bei |
| ------------------------------------------------------------------------------- | --- |
| -ie wird unregelmäßigerweise angehängt bei                                      | boet - boetie „Bruder“ |
| Der Stammvokal ('a') wird gelängt in:                                           | blad – blaadjie, pad – paadjie, vat – vaatjie, gat – gaatjie                                                               |
| Das Wort „Herr“ lautet im Singular Heer oder Here; als Diminutiv existiert nur: | (Liewe) Heretjie |
| Kurzer Vokal wird gelängt bei:                                                  | gat – gaatjie, glas – glasie, pad – paadjie, spel – speletjie, vat – vaatjie                                               |
| In der Grundform ausgefallenes 'en' taucht wieder auf in:                       | wa – waentjie, nooi/nôi – nooientjie/nôintjie, lewe – lewe(n)tjie, hawe – hawentjie, wesen – wesentjie                     |
| Jeweils zwei Diminutivformen haben:                                             | tante – tantejie/tannie, oom – oompie / omie „Tante, Onkel“                                                                |
| Jeweils zwei Diminutivformen haben:                                             | skip – skepie/skippie „Schiff“                                                                                             |
| Jeweils zwei Diminutivformen haben:                                             | Für skat gibt es zwei Formen mit unterschiedlicher Bedeutung: * skattie „Schätzchen (Liebling)“ * skatjie „kleiner Schatz“ |

Bei manchen Substantiven ist die Grundform ausgestorben und nur die Diminutivform besteht weiter, die nun nicht mehr unbedingt als solche empfunden wird (vgl. im Deutschen: Kaninchen, Eichhörnchen):
- boontjie, ertjie, boordjie „Bohne, Erbse, Kragen“

Bei anderen sind die alte Grundform und die Diminutivform zu zwei selbständigen Wörtern geworden:
- jong „native/coloured boy“ <> jongetjie „Junge“
- kelk „Kelche“ <> kelkie „Weinglas“

Manche nicht mehr als Diminutive empfundenen Substantive können nun wiederum eine (zweite) Diminutivendung annehmen:
| Grundform  | Diminutiv | Bedeutung              |
| ---------- | --------- | ---------------------- |
| „Tasse“    | koppie    | koppietjie             |
| „Korb“     | mandjie   | mandjietjie /mainkiki/ |
| „Mädchen“  | meisie    | meisietjie /məisiki/   |
| „Sperling“ | mossie    | mossietjie             |

#### Genus
Die weibliche Form wird durch verschiedene Suffixe gebildet:
| Endung der weiblichen Form | Wird angewandt bei                                                         | Beispiele |
| -------------------------- | -------------------------------------------------------------------------- | --- |
| -e                         | v. a. bei Fremdwörtern auf -ent                                            | student – studente (männlicher Plural: studente, weiblicher Plural: studentes) Da die entstehende weibliche Singularform gleichlautend mit der männlichen Pluralform ist, wird sie vermieden und stattdessen die männliche Form verwendet: Sy is 'n goed student „Sie ist eine gute Studentin“ |
| -e                         | Fremdwörter auf -is verwandeln diese Endung in -esse                       | sekretaris – sekretaresse „Sekretär – Sekretärin“ (männlicher Plural: sekretarisse, weiblicher Plural: sekretaresses) |
| -e                         | Fremdwörter auf -teur verwandeln diese Endung in -trise                    | akteur – aktrise, direkteur – direktrise usw. |
| -es                        |                                                                            | barones „Baronin“, minnares „Liebhaberin“, prinses „Prinzessin“, sangeres „Sängerin“ In Bezug auf Berufe kann diese Endung ausgelassen werden: onderwyser(es), bestuurder(es), digter(es) usw.                                                                                                 |
| -ster                      | Ableitungen von Verben                                                     | Zu tikster „Typistin“ existiert kein männliches Gegenstück. |
| -in                        | Dies ist die einzige „einheimische“ Endung; auf ihr liegt die Wortbetonung | held – heldin „Held – Heldin“ Ebenso: god – godin, graaf – gravin, Jood – Jodin, keiser – keiserin, koning – koningin, slaaf – slavin, waard – waardin |
| -in                        | Die Endung -en wird abgeworfen bei                                         | heiden – heidin, Christen – Christin „Heide, Christ“ |
| -in                        | Manche Tierarten:                                                          | berin, leeuin, wolvin |
| -wyfie-                    | Gewöhnliches Suffix oder Präfix bei Tieren:                                | wyfieaap / aapwyfie „Affenweibchen“ |

### Adjektive
Adjektive können Komparativ und Superlativ sowie folgende Formen bilden:
1. Die im Wörterbuch aufgeführte unflektierte „Grundform“: dit is goed 'das ist gut', goed gedoen „gut gemacht“.
2. Eine „gebeugte Form“: een goeie dag „ein guter Tag“, die goeie en die slegte „das Gute und das Böse“.
3. Der Plural der „gebeugten Form“: die goeies „die Guten“.
4. Eine „partitive Form“: iets goeds „etwas Gutes“.
Superlative bilden keine partitive Form.

In substantivischer Verwendung können sie auch durch das Stützwort een ergänzt werden.
Außerdem können aus ihnen Adverbien abgeleitet werden.

#### Unflektierte Adjektive
Adjektive in der „Grundform“ können in prädikativer Funktion oder als Adverbien gebraucht werden. Ersteres ist der Fall etwa zusammen mit Verben wie „sein“ und „werden“ („sie ist schön, sie wird schön“), letzteres bei der Beschreibung der Art und Weise („sie singt schön“ = auf schöne Weise).
| Verwendung    | Beispiele                                                                                      |
| ------------- | ---------------------------------------------------------------------------------------------- |
| Als Prädikat: | Hy / sy is gelukkig. Hulle is gelukkig. „Er / sie ist glücklich. Sie sind glücklich.“          |
| Als Prädikat: | Hy het in Kaapstad nie gelukkig gevoel nie. 'Er hat sich in Kapstadt nicht glücklich gefühlt.' |
| Als Adverb:   | Gelukkig sing hy nie alleen nie „Glücklicherweise singt er nicht alleine.“                     |

#### Flektierte Formen
Als Attribut oder in Vertretung eines Substantivs nimmt das Adjektiv eine besondere Form an. Sie wird in diesem Artikel „gebeugte Form“ genannt:
- Die gelukkige kind. 'Das glückliche Kind.'
- Die gelukkige een „der/die glückliche“ (englisch: ‚the happy one').
- Die gelukkiges en die eensames „Die Glücklichen und die Einsamen“.
Dieser Plural der gebeugten Form auf -es wird nur in Vertretung eines Substantives (bzw. von englisch 'ones') verwendet!

Die Endung 'e' in attributiver Position haben außerdem folgende Pronomen:
- welke „welche(r/s)“
- sulke „solche“ (Plural; ausgesprochen [sœkə])
- elke „jede(r/s)“: elke dag „jeden Tag“.
Jedoch in fester Redewendung: in elk geval „sowieso“.

Die Attributive Form endet – wie der Plural der meisten Substantive – auf 'e'; beim Antritt der Adjektivendung '-e' finden daher die gleichen Lautänderungen statt wie bei der Pluralbildung (Schreibregeln und phonologische Regeln):
| Besonderheit | Betroffene Adjektive / Beispiele |
| --- | --- |
| Regelmäßig: | |
| | swart – swarte „schwarz“, vinnig – vinnige „schnell“… |
| Anwendung der Schreibregeln :                                                                                   | snel – snelle „rasch“, duur – dure „teuer“… |
| 'f' bzw. 'w(w)':                                                                                                | doof – dowe „taub“, laf – lawwe „dumm“, half – halwe „halb“, styf – stywe „steif“… |
| Ausfall von 'd' oder 'g' (jedoch nicht bei der Endung -ig):                                                     | koud – koue 'kalt', breed – breë „breit“, leed – leë „leer“, laag – lae „niedrig“, hoog – hoë „hoch“… Aber: stadig – stadiger „langsam“.                                                           |
| Hinzutreten von ausgefallenem 't' oder 'd':                                                                     | sleg – slegte „schlecht“, eg – egte „echt“, lig(te) „leicht“, sag(te) „weich“, dig(te) „geschlossen/dicht“, juis(te) „korrekt, exakt“, vas(te) „fest“, woes(te) „wild“, onbeslis(te) „unbestimmt“. |
| Unregelmäßig:                                                                                                   | |
| | goed – goeie „gut(e)“, oud – ou „alt(e)“. Für „kaltes Wasser“ steht: kou(e) water. |
| | lank – lang „lang(e)“, jonk – jong „jung(e)“ |
| Die einfache Form einiger Adjektive hängt kein -e an; ein solches steht jedoch bei folgenden Zusammensetzungen: | lewenslank – lewenslange, dagoud – dagoue, eeue-oud – eeue-oue, oeroud – oeroue „lebenslang, einen Tag alt, jahrhundertealt, uralt“                                                                |
| Wahlweise gebeugt oder nicht gebeugt werden:                                                                    | Zusammensetzungen mit oud/lank wie diese: [drie]-dae-oud/oue, [drie]-dae-lank/lange „[drei] alte / lange“                                                                                          |
| Die attributive Form von links / regs ist linker- / regter-:                                                    | die linkervenster „das linke Fenster“, sy regterhand „seine rechte Hand“ |

Viele einsilbige Adjektive bleiben in attributiver Stellung unverändert (sie bekommen die Endung -e nicht):
| Besonderheit                                     | Betroffene Adjektive / Beispiele                                     | Ausnahmen |
| ------------------------------------------------ | -------------------------------------------------------------------- | --- |
| Adjektive, deren Grundform bereits auf -e endet: | tevrede kinders „zufriedene Kinder“                                  | |
| Solche auf 'k, p, t':                            | sterk „stark(e)“, ryp „reif(e)“, groot „groß(e)“…                    | Als Redewendung: grote hemel! „güter Himmel!“ |
| Solche auf 'm, n':                               | dom „dumm(e)“, groen „grün(e)“…                                      | |
| Solche auf 'l, r':                               | koel „kühl(e)“, swaar „schwer(e)“…                                   | naar – nare „unangenehm“ dor – dorre „trocken“ naak(end) – naakte „nackt“ onguur – ongure „öde“ raar – rare „seltsam“                                                                            |
| Solche auf Vokal:                                | rooi „rot(e)“, blou „blau(e)“, mooi „schön(e)“, sku „schüchtern(e)“… | Manche Adjektive auf 'u' bekommen die Endung '-we': ru – ruwe „rau(e)“, slu – sluwe „klug(e)“… Endungslos und unregelmäßig ist die Vorsilbe nieu-: z. B. in Nieu-Seeland „Neuseeland“ (von nuut) |
| Einige auf 's':                                  | fris, los, vars „frisch/kühl/gesund, lose, frisch“.                  | |

Entgegen obigen Regeln bekommen folgende Adjektive dennoch eine Endung:

- stout „ungezogen“ kann in direkter Rede ein 'e' anhängen: jou stoute kind! „Du ungezogenes Kind!“

#### Steigerung
Zur Bildung des Komparativ wird der Form des Positiv die Endung -er angehängt; an einem Stamm, der auf 'r' endet, wird -der angehängt. Hierbei gelten die gleichen Regeln wie bei der Bildung der gebeugten Form des Adjektivs. Der Superlativ wird durch -ste gebildet (ein vorangehendes 't' entfällt dabei); hier treten die Lautänderungen des Komparativ nicht auf:
|                                                                     | Positiv         | Komparativ               | Superlativ               |
| ------------------------------------------------------------------- | --------------- | ------------------------ | ------------------------ |
| schön: froh:                                                        | mooi bly        | mooier blyer             | mooiste blyste           |
| Nach 'r' wie bei „angenehm“: „teuer“: „fern“:                       | lekker duur ver | lekkerder duurder verder | lekkerste duurste verste |
| Variation von 'f' und 'w(w) wie bei „schief“: „dumm“:               | skeef laf       | skewer lawwer            | skeefste lafste          |
| Wiederscheinen eines ausgefallenen 't' oder 'd' wie bei „schlecht“: | sleg            | slegter                  | slegste                  |
| Ausfall eines 'd' oder 'g' im Komparativ wie bei „kalt“: „müde“:    | koud moeg       | kouer moeër              | koudste moegste          |
| Ein 't' entfällt vor der Superlativendung wie bei „spät“:           | laat            | later                    | laaste                   |

Besondere Formen haben:
- Verdopplung des 'g': stug – stugger „mürrisch“, vlug – vlugger „schnell“
- Nicht-Standard-Afrikaans: warmder „wärmer“.

Steigerung mit meer / mees:
|                                                         | Positiv          | Komparativ                                                                               | Superlativ                                                                                 |
| ------------------------------------------------------- | ---------------- | ---------------------------------------------------------------------------------------- | ------------------------------------------------------------------------------------------ |
| Vielsilbige Adjektive auf 'e':                          |                  |                                                                                          |                                                                                            |
| „zufrieden“ „erwachsen“ (ursprünglich starkes Partizip) | tevrede volwasse | meer tevrede ('korrekte' Form: tevredener) meer volwasse ('korrekte' Form: vollwassener) | mees tevrede ('korrekte' Form: tevredenste) mees volwasse ('korrekte' Form: vollwassenste) |
| Ursprüngliche schwache Partizipien:                     |                  |                                                                                          |                                                                                            |
| „illustriert“                                           | geïillustreerd   | meer geïillustreerd                                                                      | mees geïillustreerd                                                                        |
| Unregelmäßig:                                           |                  |                                                                                          |                                                                                            |
| „beliebt“                                               | gewild           | meer gewild                                                                              | gewildste                                                                                  |

Einfache und zusammengesetzte Formen sind bei vielen Fremdwörtern anzutreffen:
- meer aggressief / aggressiewer „aggressiv(er)“
- meer suksesvol / suksesvoller „erfolgreich(er)“
- meer volledige / vollediger „vollständig(er)“
- die mees noordelike / noordelikste deel „der nördlichste Teil“

Folgende Adjektive haben nicht in Regeln zu fassende unregelmäßige Formen:
|                                   | Positiv                                                              | Komparativ            | Superlativ                                                                   |
| --------------------------------- | -------------------------------------------------------------------- | --------------------- | ---------------------------------------------------------------------------- |
| „gut“:                            | goed                                                                 | beter                 | beste                                                                        |
| „viel“:                           | baie, veel                                                           | meer                  | meeste (die) meeste van hulle „die meisten von ihnen“ (engl. 'most of them') |
| „wenig“:                          | min, weinig, bietjie (Man kann für „sehr wenig“ nur sagen: baie min) | minder                | minste                                                                       |
| „neu“:                            | nuut                                                                 | nuwer                 | nuutste                                                                      |
| „nah“:                            | naby                                                                 | nader                 | naaste                                                                       |
| „böse, wütend“:                   | kwaad                                                                | kwater                | kwaadste                                                                     |
| „rau“, „scheu“, „schlau/gerissen“ | ru, sku, slu                                                         | ruwer, skuwer, sluwer | ruuste, skuuste, sluuste                                                     |
| „einzig“:                         | enig „einzig(artig)“                                                 |                       | enigste „einzige, alleinige“                                                 |

Unflektierte Superlativ-Formen:
a) bes ('am besten, [das] Beste') dient als Adverb oder Substantiv:
- die bes verkopende bakkie „der meistverkaufte Pick-Up“ (wörtlich: 'der am besten verkaufende')
- jou (uiterste) bes doen „sein (Aller)Bestes tun“

b) mees wird in der zusammengesetzten Steigerung verwendet (s. o.).
c) naas:
- Naas Johannesburg is Kaapstad die grootste stad „hinter J. ist Kapstadt die größte Stadt“ (wörtlich: 'nächst Johannesburg')

Zu beachten ist, dass auch bei einem Vergleich von zwei Einheiten der Superlativ verwendet wird:
- die grootste (een) „der größte“ als auch „der größere“ (*die grotere ist nicht möglich.)

Von Richtungsadverbien sind einige formelle Superlative abgeleitet:
boonste 'oberste', onderste 'unterste', middelste 'mittlere', agterste „hinterste“, voorste „vorderste“.

#### Adjektivkonstruktionen
| Im Positiv:    | (net) so lank soos „(gerade/genau) so lang wie“ |
| Im Positiv:    | steeds beter = beter en beter = al (hoe) beter „immer besser“ |
| Im Positiv:    | ewe dringend „genauso dringend“ |
| Im Positiv:    | so lank as moontlik „möglichst lang, so lange wie möglich“ |
| Im Komparativ: | (nog) langer as ek „noch größer als ich“ / langer as wat ek is „größer als ich es bin“. (Hier kann nicht, wie im Englischen, das Objektpronomen eintreten: englisch 'taller than me'.) |
| Im Komparativ: | Ein Anglizismus: die kleiner een = die kleinere van … „der/die kleinere von …“ (englisch: 'the smaller one of…')                                                                       |
| Im Superlativ: | die kleinste van die twee „der/die kleinste von beiden“ |
| Im Superlativ: | die eerste die beste geleentheid „die erstbeste Gelegenheit“ |
| Im Superlativ: | die allermooiste meisie „das allerschönste Mädchen“ |
| Im Superlativ: | op die beste moontlike manier / ten beste „auf die bestmögliche Weise“ |

#### Die partitive Form
Dem Positiv wird ein 's' nach iets und niks angehängt:
- heelwat/iets goeds / beters „etwas Gutes / Besseres“
- niks wesenlik verskillends „nichts wesentlich Verschiedenes“

nach baie, genoeg, iemand, niemand ist es heute selten:
- iemand spesiaal(s) „jemand Besonderes“

Ebenfalls selten beim Komparativ:
- niks lekkerder as swem „nichts schöneres als Schwimmen“
- Es steht nie bei „extra“: iets / niks ekstra.

### Pronomen
Viele Pronomen können sowohl attributiv als auch in Vertretung eines Substantivs verwendet werden; siehe hierzu auch den Abschnitt über das Stützwort een.
waar, daar, hier verschmelzen mit Präpositionen zu Pronominaladverbien und vertreten wat, hierdie, daardie in Bezug auf Unbelebtes.

#### Personal- und Possessivpronomen
Der letzte Überrest der Kasus-Deklination im Afrikaans findet sich bei den Personalpronomen im Singular. Sie besitzen besondere Formen, die als direktes oder indirektes Objekt und nach Präpositionen verwendet werden. (Die Subjektpronomen können, alleinstehend, nicht wie im Englischen durch die Objektformen ersetzt werden: dit is ek „ich bin es“, jedoch englisch: 'it is me').
| Person                           | Subjekt           | Objekt             |
| -------------------------------- | ----------------- | ------------------ |
| 1. Sg. („ich – mir/mich“)        | ek (englisch 'I') | my (englisch 'me') |
| 2. Sg. („du – dir/dich“)         | jy                | jou                |
| 3. Sg. maskulin („er – ihm/ihn“) | hy                | hom                |
| 3. Sg. feminin („sie – ihr/sie“) | sy                | haar               |
| 3. Sg. neutrum („es, das“)       | dit               | dit                |
| 1. Pl. („wir/uns“)               | ons               | ons                |
| 2. Pl. („ihr/euch“)              | julle             | julle              |
| 3. Pl. („sie/ihnen“)             | hulle (dit)       | hulle (dit)        |
| 3. formell („Sie/Ihnen“)         | u                 | u                  |

Das neutrale dit kann auch für den Plural stehen:
- Dit is joune. „Das ist deins“ oder „Das sind deine“.

Die Kurzformen hul und jul können vorkommen, wenn die Langformen hulle bzw. julle sowohl als Subjekt als auch als Objekt im selben Satz auftauchen:
- En hulle antwoord hul soos Jesus beveel het. Toe laat hulle hul begaan. „Und sie antworteten ihnen, wie Jesus befohlen hatte. Da ließen sie sie gewähren.“
- maar as julle jul nie bekeer nie „aber wenn ihr euch nicht bekehrt“

In reflexiver Verwendung kann ein -self angehängt werden. Ein eigenes Reflexivpronomen für die 3. Person (deutsch: „sich“) gibt es nicht. Daher kann ein Satz, in dem kein -self verwendet wird, ambig sein:
- Sluit jou daarby aan! „Schließ dich an!“, Gedra jouself! „Benimm dich!“
- Elke ma moet haarself die volgende afvra. „Ihre Mutter muss sich das Folgende fragen.“
- Hy gedra hom baie sleg. „Er benahm sich sehr schlecht“ (in diesem Fall gibt es keine Mehrdeutigkeit, da *„er benahm ihn“ nicht möglich ist)
- Hy skeer hom „er rasiert ihn / sich“

Die attributiven Possessivpronomen sind – mit Ausnahme der 3. Person Singular maskulin – gleich den Objektformen des Personalpronomens; sie stehen unverändert vor dem Substantiv. In substantivischer Funktion gibt es andere Formen.
| Person                           | Possessivpronomen attributiv | Possessivpronomen substantivisch |
| -------------------------------- | ---------------------------- | -------------------------------- |
| 1. Sg. („mein“)                  | my (englisch 'my')           | myne (englisch 'mine')           |
| 2. Sg. („dein“)                  | jy                           | joune (joue)                     |
| 3. Sg. maskulin/neutrum („sein“) | sy                           | syne                             |
| 3. Sg. feminin („ihr“)           | haar                         | hare                             |
| 1. Pl. („unser“)                 | ons                          | ons s'n                          |
| 2. Sg. („euer“)                  | julle, jul                   | julle s'n                        |
| 3. Sg. („ihr“)                   | hulle, hul                   | hulle s'n                        |
| 3. formell („Sie“)               | u                            | u s'n van u                      |

Verwendung als Attribute:
- my man / vrou / kind „mein Mann / meine Frau / mein Kind“, u ouers „Ihre Eltern“
- een vriend van my (Objektpronomen) / een van my vriende (Possessivpronomen) „ein Freund von mir / einer von meinen Freunden“

Auch beim Possessivpronomen können die Kurzformen hul / jul verwendet werden:
- sodat julle Vader … julle jul oortredinge mag vergewe „sodass euer Vater euch eure Übertretungen vergebe“

Die Form onse „unser“ ist veraltet, kann aber noch in ironischem Kontext verwendet werden:
- FW is onse held. „[Präsident de Klerk] ist unser Held“.

Eine feste Redewendung, die ausgestorbene gebeugte Formen erhalten hat, ist:
- myns insiens „meiner Meinung nach“. Ebenso: syns insiens, onses insiens.

Verwendung in Vertretung eines Substantivs:
- Die potlood wat jy in jou hand het, is myne. „Der Bleistift, den du in deiner Hand hältst, ist meiner.“
- Dis ons s'n. „Das ist unserer/unsere/unseres.“
- Dit is joune „Das ist deines / das sind deine (Plural)“

Statt u s'n empfiehlt ein Lehrbuch van u zu verwenden:
- Die hoed is van u „Der Hut ist Ihrer“.

#### Demonstrativpronomen
1. dit steht für „es, das“:
- Ek het dit nog nooit gesien nie. „Ich habe es/das/dies noch nie gesehen.“

Unbetont verschmilzt dit mit is gewöhnlich zu dis „es ist“ (englisch it's).
Im Sinne von „dies und das“ existiert auch das Gegenstück dat, welch letzteres ansonsten nur als Konjunktion („dass“) verwendet wird:
- dit en dat „dies und das“
- Ons het oor ditjies en datjies gepraat „Wir haben über dieses und jenes geredet“ (diminutivisch)

2. dié und diegene:
Die „betonte Variante“ des bestimmten Artikels kann für „dieser/jener“ eintreten:
- Die R20-prys word dié week gewen deur mnr. G. „Den 20-Rand-Preis hat in dieser Woche Herr G. gewonnen.“
- Waar is Annetjie? Dié het dorp toe gegaan. „Wo ist Anna? Die ist ins Dorf gegangen.“
- Sien jy al daardie lessenaars? Dié wat stukkend is, moet na die stortplek geneem word. „Seht ihr diese Schreibtische? Die kaputten müssen zur Mülldeponie gebracht werden.“ (dié wat „diejenigen, die“)

Das Stützwort een kann hinzutreten: dié een „diese(r/s), jene(r/s)“.
Teilweise synonym existiert noch das Pronomen diegene „derjenige“ (Singular und Plural), das auf einen folgenden Relativsatz hindeutet und sich nur auf Personen beziehen kann:
- diegene mense wat… „diejenigen Menschen, die…“
- diegene wat dit gedoen het, sal moet beken. „Derjenige, der das getan hat, wird es gestehen müssen.“ (oder: „diejenige, die…“)
- Ons sal diegene opspoor wat… „Wir werden diejenigen aufspüren, die …“
- die beskerming van diegene in magsposisies „der Schutz von denen in Machtpositionen“

3. hierdie, daardie:
Anstelle der Demonstrativpronomen „dieser“ und „jener“ benutzt das Afrikaans eine Zusammenstellung aus „hier der“ und „da der“:
- Het jy hierdie/daardie gesien? „Hast du diese/jene gesehen?“
- hierdie boek „dieses Buch“, daardie boeke „jene Bücher“

In der Umgangssprache werden die beiden Wörter /hiri/ und /dari/ gesprochen. Auch daai kommt für letzteres vor.
Beide können auch mit dem Stützwort een stehen; die Konstruktion hierdie een entspricht dann englisch 'this one':
- Hierdie ene is nie sieg nie. „Diese (hier) sind nicht schlecht.“
- Hierdie boek is baie goed maar daardie een is nog beter. „Dieses Buch ist sehr gut, aber jenes ist noch besser.“

#### Interrogativpronomen
| attributiv   | attributiv                                                           | substantivisch        | substantivisch                             |
| ------------ | -------------------------------------------------------------------- | --------------------- | ------------------------------------------ |
| welcher?     | watter? (dialektal auch waffer) veraltet: welk, gebeugte Form: welke | wer? wessen? wem/wen? | wie? wie se? (englisch 'whose') (vir) wie? |
| was für ein? | wat se?                                                              | was?                  | wat?                                       |

#### Relativpronomen
Das unflektierbare Relativpronomen (in Singular und Plural, belebt und unbelebt, für Subjekt und Objekt) ist wat.
- Das Relativpronomen ersetzt das Subjekt: Piet wat vir Jan vermoor het. „Piet, der Jan ermordete“ (englisch: 'Piet, who murdered Jan').
In diesem Satz wird das Objekt (Jan) durch die Präposition vir markiert.
- Das Relativpronomen ersetzt das Objekt: Piet wat Jan vermoor het. „Piet, den Jan ermordete“ (englisch: 'Piet, who[m] Jan murdered').

Nach einer Präposition wird stattdessen wie verwendet, wenn es sich auf Personen bezieht:
- Dit is die vrou vir wie ek gister in die stadgesien het „Das ist die Frau, die ich gestern in der Stadt sah.“
In diesem Satz wird das Objekt durch die Präposition vir markiert.

In Bezug auf Dinge verwendet man eine Verschmelzung mit waar „wo“. Für Personen kann diese Konstruktion ebenfalls verwendet werden:
- Dis dinge waarvan ons nooit praat nie. „Das sind Dinge, von denen wir nie sprechen.“
van und wat verschmelzen zu waarvan (deutsch 'wovon', englisch 'whereabout').
- Die mense waarmee jy nou net gepraat het „Die Leute, mit denen du gerade eben gesprochen hast“

#### Sonstige Pronomen
| attributiv                             | attributiv                          | substantivisch                                                                    | substantivisch                                      |
| -------------------------------------- | ----------------------------------- | --------------------------------------------------------------------------------- | --------------------------------------------------- |
| irgendein, jeder (englisch 'any')      | enige                               | irgendjemand, jeder (englisch 'anybody') irgendetwas, alles (englisch 'anything') | enigiemand enig iets, enigiets                      |
| ein bisschen einige, ein paar          | 'n bietjie 'n paar / etlike / party | jemand etwas                                                                      | iemand iets, ietwat                                 |
| alle jede(r) (englisch 'each / every') | al, alle elk / ieder                | alle (Personen) alles jedermann                                                   | al, alle, almal, algar als, alles elkeen / iedereen |
| kein                                   | geen                                | keine(r) niemand nichts                                                           | geeneen niemand niks                                |

Gebeugte Formen:
- elke, iedere, sulke
- enige ist schon eine gebeugte Form; die Grundform enig bedeutet „einzig(artig)“
- geen bleibt unverändert.
- so ’n  „so ein“, so een „so eines, eines wie dieses“, sulke(s) „solche“ (oft /sœkə/ gesprochen)

- My oupa was so 'n man. „Mein Opa war so ein Mann“ (englisch 'a man like that')
- So een sal jy nie maklik weer vind nie. „Du wirst nicht leicht noch so eines wie dieses finden“
- sulke mense, sulke lekker koffie „solche Menschen, solcher Kaffee“, sulke mooi „so schön“ (englisch 'such lovely')

Bildung des Plurals:
al (das in der unflektierten Form außerdem „schon/bereits“ bedeutet):
- al die tale = alle tale „alle Sprachen“

keinen Plural haben ander, geen, baie:
- die ander „die anderen“. Aber: onder andere „unter anderem“
- baie mense „viele Menschen“
- geen ander gods „keine andern Götter“

Beispiele für enig, das mit Englisch 'any' vergleichbar ist:
- enige vrae? „Noch Fragen?“ (any questions?)
- is daar (enige) iets wat jy nie eet nie? „Gibt es etwas, das du nicht isst?“ (anything at all)
- watter een? enige een. Welcher? Jeder. (any of them)
- enige ander handelsmerk „jede andere Marke“ (any other)

Kombinationen aus negativem Adverb und Pronomen; hier kann enig- im Sinne von englisch 'any' ergänzt werden:
- Hy weet nooit (enig)iets nie. „Er weiß nie etwas.“
- Hulle het niks vir (enig)iemand gegee nie. „Sie haben niemandem etwas gegeben.“ (wörtlich: sie haben nichts für irgendjemanden gegeben')
- Niemand gaan êrens heen. „Niemand geht irgendwo hin.“

Statt der Negation eines Objekts mit geen „kein“ kann auch einfach nie „nicht“ stehen:
- hy het nie geld nie „er hat kein Geld“ ('er hat nicht Geld')

Weitere Pronomen:
| albei, beide, altwee              | „beide, alle zwei“                              |
| ander Achtung: anders             | „andere(e)“ „anders, sonst“                     |
| mekaar bymekaar                   | „einander“ (englisch 'each other'); „beisammen“ |
| mens, 'n mens, mense              | „man“                                           |
| menige verskeie verskillende      | „mancher, mehrere“, „mehrere“, „verschiedene“   |
| sommige…ander / (heel)party…party | „Manche … Andere“                               |
| dieselfde                         | „der/die/dasselbe“                              |
| dergelike dinge iets dergeliks    | „dergleichen Dinge“; „(etwas) ähnliches“        |

### Das Stützwort
een hat – neben seiner Bedeutung als Numeral („eins“) – noch weitere Funktionen, die weitgehend dem englischen 'one' entsprechen.
1. Es drückt den Kontrast 'der eine – der andere' aus:
- die een en die ander „der/die/das eine und der/die/das andere“
- Sy een wang is seer. „Ihre eine Wange ist wund.“
- Hulle een dogter woon in Pretoria „Ihre eine Tochter wohnt in Pretoria.“
- Hy het die een sigaret na die ander gerook. „Er rauchte eine Zigarette nach der anderen.“

2. Es dient als Stützwort:
|                  | Singular | Plural |
| ---------------- | -------- | ------ |
| Gewöhnliche Form | een      | ene    |
| Diminutivisch    | enetjie  |        |

Die Verwendung von een ist häufig optional:
| Im Singular:     | die blou een ~ die bloue „der/die/das blaue“ (englisch: 'the blue one')   |
| Im Plural:       | die blou ene ~ die bloues „der/die/das blaue“ (englisch: 'the blue ones') |
| Bei Diminutiven: | die klein enetjie ~ die kleintjie „der/die/das blaue kleine“              |

- Die katjie wat ek vir my seun gaan koop, is  'n dik enetjie. „Das Kätzchen, das ich für meinen Sohn gekauft habe, ist eine kleine dicke“ (englisch: 'a fat little one').

## Adverbien
Reine (nicht-abgeleitete) Adverbien sind insbesondere:
nou „jetzt“, net „nur, bloß; just“, dan „dann“ (nur in Bezug auf Zukünftiges).
Zu beachten sind folgende Kombinationen:
- net soos oder nes „genauso wie“
- nou net, so, vaneffe, so pas und (formal) so ewe „gerade eben“
- nou-nou „(jetzt) gleich“ bezieht sich auf die unmittelbare Zukunft; es ist bälder als netnou, das sich auch auf die Vergangenheit beziehen kann:

- Ek sal dit netnou doen. „Ich werde es 'sofort' tun.“ (Zukunft)
- Ek het hom nou-nou / netnou gesien. „Ich habe ihn gerade eben / vor einem Moment gesehen.“ (Vergangenheit)

Endungen für abgeleitete Adverbien sind:
- a) -s: onverhoeds „unversehens“, onverwags „unerwartet(erweise)“, tevergeefs „vergeblich“

Die Endung 's' kann optional an ein paar Adverbien angehängt werden: liewer(s), meteen(s), oral(s) „lieber, sofort, überall“
- b) -liks: woordeliks „Wort für Wort“, daagliks/daeliks „täglich“, jaarliks, maandeliks, weekliks
- c)-gewyse „-erweise“: stuksgewys „stückweise“, groepsgewys(e), bietjiesgewys, stapsgewys, roetinegewys, redelikerwys(e)
- d) -halwe „-halber“: formaliteitshalwe „aus formellen Gründen“ (wörtlich: 'formalitätshalber')

Einige Präpositionen können auch als Adverbien verwendet werden:
- Uitverkoping nou aan. ~ „Ausverkauf jetzt angelaufen/begonnen“
- Hulle egskeiding is deur. „Ihre Scheidung ist durch“
- Is mnr. Smuts in? „Ist Herr Smuts da/anwesend?“
- Die kinders is binne / buite / bo / onder. „Die Kinder sind drinnen/draußen/oben [engl. upstairs]/unten [engl. downstairs]“
- We're going over to Swaziland.
- Hulle wil P. W. Botha uit hê. „Sie wollen Botha draußen [= aus dem Gefängnis] haben.“
- Jy het 'n lang dag voor. „Du hast einen langen Tag vor [sich].“
- Die tyd is verby. „Die Zeit ist um/vorbei.“
- Ons is die kerk al verby. „Wir sind schon [an] der Kirche vorbei[gelaufen].“

### Aus Adjektiven abgeleitete Adverbien
Aus Adjektiven können Adverbien durch verschiedene Suffixe abgeleitet werden:
- a) -lik (bzw. -elik, wenn das Adjektiv auf 'd' endet) ist meistens eine Endung für Adjektive (vgl. deutsch '-lich'),

bildet aber auch einige Adverbien: gewoon -> gewoonlik „gewöhnlich“, seker – sekerlik „bestimmt“. Ebenso: openlik, (on)bewustelik, verkeerdelik, wettiglik
Nur als Adverbien kommen folgende Ableitungen vor: onderskeidelik „bzw.“, verkieslik „vorzugsweise“.
b) -(e)lings ist selten: blindelings, ylings „blindlings, eilends“
c) -weg: gewoonweg „einfach“, normaalweg „normalerweise“. Ebenso: koelweg, kortweg, normaalweg, vaagweg, droogweg, ligweg, luiweg/luierig, gaandeweg
d) -liks: kortliks, nouliks
e) Diminutiv + 's':
- fyntjies „fein“, liefies glimlag „süß lächeln“, liggies, saggies, skelmpies, stilletjies
- netjies kann auch als Adjektiv verwendet werden:  'n netjiese hemp „ein ordentliches Hemd“

Mehrsilbige Adverbien, die ein attributiv gebrauchtes Adjektiv beschreiben, werden umgangssprachlich mit der Endung -e verwendet (entsprechend der „gebeugten Form“ des Adjektiv); dies nicht zu tun, wird als gestelzt empfunden.
-  die geweldig(e) mooi baai „die gewaltig schöne Bucht“

Ebenso: ontsettend(e) „entsetzlich“, blakend(e) „glühend“, vreeslik(e) „schrecklich“ usw.
Zusammen mit einem gebeugten Adjektiv:
a) sind sowohl Adverb als auch Adjektiv mit der Endung -e versehen:
-  'n taamlike betroubare man „ein ziemlich verlässlicher Mann“
- Hier können mehrdeutige Sätze entstehen:  'n onnatuurlike deftige grafsteen „ein unnatürlich nobler Grabstein / ein unnatürlicher nobler Grabstein“

b) ist das Adverb endungslos vor einem Adjektiv mit der Endung -e:
-  'n taamlik betroubare man „ein ziemlich verlässlicher Mann“ (klingt formeller)

oder, falls es sich um ein Adjektiv handelt, das kein -e annimmt, bekommt nur das Adverb diese Endung:
- ‘n taamlike groot huis „ein ziemlich großes Haus“

Das Adjektiv yslik wird, als Adverb gebraucht, nur mit groot zusammen verwendet und ist immer mit der Endung -e versehen:
-  'n yslike groot boom „ein furchtbar großer Baum“

Beschreibt das Adverb ein prädikatives Adjektiv, sind sowohl Adverb als auch Adjektiv endungslos:
- Dié man is taamlik betroubaar. „Dieser Mann ist ziemlich verlässlich.“
- Hierdie boom is yslik groot. „Dieser Baum ist furchtbar groß.“

Außerdem:
- eerstens, tweedens, derdens oder ten eerste, ten tweede, ten derde „erstens, zweitens, drittens“
- eers (zum Adjektiv eerste) „zuerst“
- die einste probleme „genau die Probleme“ (englisch 'those very problems')

### Adverbien des Grades
| Deutsch                      | Afrikaans |
| ---------------------------- | --- |
| „ganz“ (englisch 'quite'):   | heel, nogal. – Aber heel+Superlativ: die heel grootste „der/die/das allergrößte“. „ziemlich“ (englisch 'rather'): taamlik. |
| „ganz, total“:               | heeltemal, höherer Stil: geheel en al |
| „beträchlich“:               | aansienlik. |
| „einigermaßen“:              | ietwat |
| „sehr“:                      | baie, bra, emphatischer: erg. seer existiert in dieser Bedeutung nur noch in Redewendungen: - Seer geagte heer „sehr geehrter Herr“ (sehr formell) - seer seker „ganz bestimmt“ - nie soseer nie „nicht so sehr, nicht in erster Linie“, so seer so 'so much so' |
| „viel (mehr)“:               | Ek voel nou stukke beter „Ich fühle mich jetzt viel besser“. |
| „entsetzlich, schrecklich…“: | ontsettend, ontsaglik, verskriklik, vreeslik, verstommend, yslik; afgryslik steht nur vor einem negativen Adjektiv: Dis afgryslik duur. „Das ist schrecklich teuer“.                                                                                             |
| „verdammt“:                  | Dis vrek koud „Es ist verdammt kalt“. |
| „extrem“:                    | uiters, uitermate. „höchst“: hoogs |
| „zu (sehr)“:                 | te / té, alte. „viel zu“: Hy is veels te ryk „Er ist viel zu reich“. |

### Steigerung
Die Regeln für die Steigerung steigerbarer Adverbien entsprechen denen des Adjektivs.
- Jy praat stadiger as ek. „Du sprichst langsamer als ich“
- Sy het die werk meer suksesvol / suksevoller afgehandel as hy. „Die hat die Arbeit erfolgreicher ausgeführt als ich“

Der Superlativ wird immer durch die ergänzt:
- Die duurste motors hou hul waarde die beste. „Die teuersten Autos behalten ihren Wert am besten“
- Wie die laaste lag, lag die lekkerste. „Wer zuletzt lacht, lacht am angenehmsten“
- … wat dit die minste kan bekostig … „die es sich am wenigsten leisten können“

… es sei denn, er qualifiziert ein Adjektiv:
- Suid-Afrika se bes verkopende bakkie „Südafrikas bestverkäuflicher Kleintransporter“
- ebenso: die mins moontlike ongerief „die kleinstmögliche Unannehmlichkeit“

Statt die kann auch ein Personalpronomen eintreten:
- K. het op sy sterkste uit sowat 1000 manne bestaan. (englisch: 'at its strongest')

Steigerung von Präpositionaladverbien:
a) Zusammengesetzte Präpositionen: regop – regopper – regopste „aufrecht – aufrechter – am aufrechtesten“
ebenso: reguit – regulier/ meer reguit – reguitste „gerade“, volop – volopper – volopste „reichlich“
b) Umgangssprachlich können af, op, boontoe „hinab, hinauf, hinauf/auf…zu“ gesteigert werden:
- Sit 'n bietjie affer/opper „ein bisschen weiter unten/oben sitzen“ (statt opper auch gleichbedeutend boontoeer)
- Die plaas het boontoeer gelê. „Die Farm lag weiter oben“ (weiter oben auf dem Hügel bzw. weiter nördlich)

c) Ortsadverbien:
- agter – verder na agter / verder agtertoe – heel agter „hinten – weiter hinten – ganz hinten“ (englisch 'hindmost')
- bo – verder na bo / verder boontoe – heel bo „oben…“
- voor – verder na voor / verder vorentoe – heel voor „vorne…“
- onder – verder na onder / verder ondertoe – heel onder „unten…“

Redewendungen, in denen sich archanische Konstruktionen erhalten haben:
- ten laaste „zuletzt“, ten seerste „überaus“, ten minste „zumindest“, ten sterkste „dringend“ (englisch: 'strongly'), ten duurste daarvoor betaal „viel dafür bezahlen“
- hoogstens „höchstens“, minstens „mindestens“

Unregelmäßige Steigerungsformen:
| Deutsch                                | Positiv    | Komparativ                                                                                  | Superlativ   |
| -------------------------------------- | ---------- | ------------------------------------------------------------------------------------------- | ------------ |
| „viel – mehr – am meisten“             | baie/veel  | meer                                                                                        | die meeste   |
| „nahe – näher – am nächsten (nahsten)“ | na         | nader                                                                                       | die naaste   |
| „wenig – weniger – am wenigsten“       | weinig/min | minder                                                                                      | die minste   |
| „gern – lieber – am liebsten“          | graag      | liewer(s) umgangssprachlich auch: liewerste(r), graagter formal: eerder, (veraltet?: liefs) | die graagste |

### Aus Pronomen abgeleitete Adverbien
| Interrogativ                      | Demonstrativ                                              | Indefinit                                                                   | Negativ                         | Sonstige                                               | Sonstige                                |
| --------------------------------- | --------------------------------------------------------- | --------------------------------------------------------------------------- | ------------------------------- | ------------------------------------------------------ | --------------------------------------- |
| waar? „wo?“                       | hier „hier“ daar „da“                                     | êrens „irgendwo“                                                            | nêrens „nirgends“               | oral(s), iewers „überall“                              | elders, op 'n ander plek „woanders“     |
| waarheen, waarnatoe? „wohin?“     | hierheen „hierher“ soontoe „dahin“                        | êrens heen „irgendwohin“                                                    |                                 | na enige plek „überallhin“                             |                                         |
| waarvandaan? „woher?“             | hiervandaan „von hinnen, deswegen“ daarvandaan „von dort“ |                                                                             |                                 | van oral, van enige plek „von überallher“              |                                         |
| wanneer? „wann?“                  | toe „da/dann“ (Vergangenheit) dan „dann“ (Zukunft)        | ooit „jemals“ (englisch 'ever') een of ander tyd / uitendelik… „irgendwann“ | nooit „nie“                     | altyd / steeds „immer“                                 | nou en dan „hier und da, dann und wann“ |
| hoe? „wie?“                       | so                                                        | op 'n manier „irgendwie“                                                    | in geen opsig „in keiner Weise“ | in elk geval „sowieso“                                 | anders „anders, sonst“                  |
| waarom? „warum?“ hoekom? „wieso?“ | daarom, dus „deshalb“                                     | Om die een of ander rede „aus irgendeinem Grund“                            | sonder rede „grundlos“          | Om die een of ander rede „aus diesem oder jenem Grund“ |                                         |

### Pronominaladverbien
wat und dit / hierdie / daardie verschmelzen mit Präpositionen, zum Beispiel:
- wat + tot wird zu waartoe „wohin?, zu was?“
Waartoe gaan dit lei? „Wohin wird das führen?“
- daardie + oor wird zu daaroor „darüber“:
Ek sal 'n bietjie meer daaroor moet gaan nadink. „Ich werde ein bisschen mehr darüber nachdenken“

Hierbei verändern sich die Präpositionen met „mit“ und vir „für“ zu -mee und -voor.
- Daar is nie genoeg plek vir hierdie nie „Es gibt nicht genug Platz für dieses“
--> Daar is nie genoeg piek hiervoor nie. „Es gibt nicht genug Platz hierfür.“
- Ek het dit hiermee gedoen „Ich habe es hiermit getan“
- hy gaan nie daarmee tevrede wees nie „Er wird damit nicht zufrieden sein“
- Ons het meer gegewens hiervoor nodig „Wir haben mehr Details hierfür notwendig“
= Hier het ons meer gegewens voor nodig „hier haben wir mehr Details für notwendig“
- Daarvoor is ek glad nie lus nie „Darauf habe ich gar keine Lust“
= Daar is ek glad nie lus voor nie „Da habe ich gar keine Lust drauf“ (weniger häufig)

Wird die Präposition vom Pronomen getrennt (Stranding), findet diese Verwandlung nur optional statt:
- Waarmee skryf jy? „Womit schreibst du?“
= Waar skryf jy mee? 'Wo schreibst du mit?' (formal)
= Wat skryf jy mee? (umgangssprachlich)

Ungebräuchlich ist: 'Met wat skryf jy?' „Mit was schreibst du?“

## Verhältniswörter
Verhältniswörter verlangen die Objektform der Personalpronomen (my, jou, hom, haar „mir/mich, dir/dich, ihm/ihn, ihr/sie“). Die meisten Verhältniswörter des Afrikaans gehen dem Substantiv voraus, sodass hier das Fremdwort „Präpositionen“ gerechtfertigt ist; aber es gibt auch solche, die hinter dem Substantiv stehen oder um es herum gruppiert sind.
Manchmal werden Adverbien ohne jedes Verhältniswort gebildet:
a) Zeitangaben:
- Hy kom Sondag. „Er kommt [am] Sonntag“, lentetyd „(im) Frühling“.
- Hy is die sesde Mei gebore. „Er ist [am] sechsten Mai geboren.“
- Hulle kom Kersfees/Pase na ons. „Sie kommen [an] Weihnachten/Ostern zu uns.“

b) Die Verwendung von om in folgenden Fällen wäre sehr formal:
- Ek het drie-uur die oggend wakker geword. „Er ist [um] drei Uhr [am] Abend wach geworden.“
- Wat besiel jou om my dié tyd van die nag te bel? „Was fällt dir eine, mich [um] DIE Zeit [in] der Nacht anzurufen?“
- Ons was laasjaar hierdie tyd in Kaapstad „Wir waren letztes Jahr [um] diese Zeit in Kapstadt.“

### Einfache Präpositionen
Afrikaans hat ähnlich viele Präpositionen wie das Deutsche. Ihre genaue Verwendung ist eher eine Sache des Wortschatzes als der Grammatik:
af, by, met, op, sonder, teen, tot, van, vir, voor „ab, bei, mit, ohne, auf, gegen/zu, bis/zu, für, vor“ usw.
Manche verschmelzen gerne mit dem bestimmten Artikel: aan die > anie, met die > meddie, op die > oppie.
Die Präposition vir „für“ hat einen weiten Bedeutungsumfang. Neben der Bezeichnung des indirekten Objekts, was im Abschnitt Direktes und indirektes Objekt behandelt wird, bezeichnet sie auch einen Zeitraum:
- Sy bly al (vir) jare op Tulbagh. „Sie lebt seit Jahren auf Tulbagh.“ (Ein nicht abgeschlossener Zustand wird wie im Deutschen mit dem Präsens konstruiert; da er sich aus der Vergangenheit herleitet, wird dies durch al „schon“ unterstrichen.)
- Ek gaan nie (vir) lank praat nie. „Ich werde nicht lange sprechen.“ (wörtlich: '(für) lang')
- Vir hoe lank gaan sy? „Für wie lange geht sie?“

Ähnlich wie im Deutschen fehlt van gewöhnlich in folgenden Fällen:
a) Nach Maßangaben:
-  'n kilo lemoene, 'n liter melk, 'n dosyn eiers, 'n handjievol kersies, 'n aantal mense… „Ein Kilo Orangen, ein Liter Milch, ein Dutzend Eier, eine Handvoll Kirschen, eine Anzahl Leute…“
- Optional: ‘n groot verskeidenheid (van) diere „Eine Große Mannigfaltigkeit an Tieren“.

b) Nach klas, soort, tipe:
- die soort (van) mens „Die Sorte (von) Mensch(en)“, daai klas (van) goed „Diese Klasse von Sachen“. Aber: hierdie tipe van motor „Dieser Motortyp“

Ebenso: allerlei dinge; die hele Frankryk „ganz Frankreich“ (englisch: 'all sorts of things, the whole of France');  'n bus vol passasiers „Ein Bus voller Passagiere“
c) Zwei verschiedene Bedeutungen gibt es zusammen mit soort:
- Dis 'n soort Mercedes „Das ist eine Sorte Mercedes“
- Mit van zusammen ergibt sich eine Redewendung: Dis soort van 'n Mercedes „Das ist gewissermaßen/irgendwie ein Mercedes“ (englisch: 'it's sort/kind of a mercedes').

d) Ebenso bei offiziellen Bezeichnungen wie den folgenden, wo im Englischen 'of' gebraucht würde:
- die Universiteit Kaapstad, die Republiek (van) China, die Koninkryk Jordanie
- die eiland Mauritius, die stad Johannesburg, die Kaap die Goeie Hoop „die Insel Mauritius, die Stadt J., das Kap der Guten Hoffnung“.

### Zusammengesetzte Präpositionen
Viele Präpositionen bestehen aus einem Adverb und einer eigentlichen Präposition:
- naby / nader aan / naaste aan „in der Nähe von / näher bei / am nächsten bei“
- Skryf u adres agterop / voorop die koevert. „Schreiben Sie Ihre Adresse hinten/vorne auf das Kuvert.“

Sit jou handtekening onderaan die vorm. „Setzten Sie Ihre Unterschrift unten an das Formular.“
- vanaf 8.00 tot 18.00 „von 8 bis 18 Uhr“
- bo-aan die topverkoperslys „oben auf der Bestsellerliste“
- Ek sien 'n oop tas en vuil klere lê bo-in. „Ich sehe einen offenen Koffer und schmutzige Kleider oben-darinnen.“
- Ek het 'n gevoel binne-in my. „Ich hatte ein Gefühl innen in mir (= in mir drin).“
- Hy het midde-in 'n storm beland. „Er endete mitten in einem Sturm.“

- Ebenso: bo-oor „obendrüber“, bo-op „obendrauf“, teenaan „neben, (bis) an“.

Adverbien mit -kant „Seite“:
- d(e)uskant „diesseits“, anderkant „auf der andern Seite“, diekant „jenseits“, bokant, onderkant, oorkant „auf/über, unter, gegenüber“

Die temperatuur was bokant 20. „Die Temperatur war über 20 Grad.“
Dis oorkant (= teenoor) die slagter. „Es ist gegenüber der Metzgerei.“
- Zu binne, buite, die immer korrekt sind, gibt es auch die eingeschränkt verwendbaren binnekant, buitekant

Hy boer buite(kant) Prieska. „Er hat eine Farm außerhalb von Prieska.“

### Postpositionen und Zirkumpositionen
Besonders häufig ist nachgestelltes toe „nach/zu“. Es wird immer ohne Artikel verwendet. Es ist eine Kurzform von na…toe, das mit Artikel und mit Pronomen verwendet wird:
- Ek gaan nou dorp toe / dokter toe. „Ich gehe jetzt ins Dorf / zum Arzt.“
- Jesus het na haar toe gegaan „Jesus ging zu ihr“, Gaan oral na almal toe  „Geht überall zu allen“

Bei ausgelassenem Verb bleiben in und uit zurück:
- Die eekhorinkie is later op sy eie weer die veld in. „Das Eichhörnchen ist später zurück ins Feld.“ („gelaufen“ fehlt.)
- Hy is gister die huis uit en sindsdien het ek hom nie weergesien nie. „Er ist gestern aus dem Haus und seitdem habe ich ihn nie wiedergesehen.“ („gegangen“ fehlt.)

In folgenden Sätzen können langs und oor vor- oder nachgestellt werden:
- Jy moet Paarl langs gaan om by Wellington te kom. „Du musst an Paarl vorbei fahren um nach Wellington zu kommen.“
- Ek ry altyd Paarl oor na Malmesbury. „Ich fahre immer via Paarl nach Malmesbury.“

Viele einfache Präpositionen werden oft durch nachgestellte Adverbien ergänzt:
a) Präposition + Adverb:
- Hy ry in die stad in. „Er reitet in die Stadt hinein.“
- Klim nou uit jou bed (uit). „Steig jetzt aus deinem Bett (heraus).“
- van gister af „seit gestern“
- met die pad langs „den Weg entlang“
- Hy loer by die venster in. „Er spät durchs Fenster herein.“
- Hy kyk by die venster uit „Er schaut zum Fenster hinaus.“, Hy stap toe by die deur uit. „Er läuft zur Tür hinaus.“
- Hy het teen die muur langs gekruip „Er ist an der Mauer entlang gekrochen.“
- tot nou/vandag toe „bis jetzt/heute“
- op een ná „mit einer Ausnahme“, op 'n paar uitsonderinge ná „mit ein paar Ausnahmen“

b) van…af:
- Van waar kom hy af? (= Van waar is hy)? „Woher kommt er?“
- Daar is 'n brief van Bennie af. „Es gibt einen Brief von Bennie“
- Haal dit van die stoof af. „Hol es vom Ofen!“

c) Präposition + toe „zu/nach“:
- Ons gaan more op Pretoria toe. „Wir gehen morgen nach Prätoria hinauf.“
- Gaan julle af Kaap toe? „Geht ihr zum Kap hinab?“

Zu beachten:
- klim op die berg „hinaufklettern (bis) zum Berg“
- klim die berg op „den Berg hinauf klettern“

met + andere Präposition:
- Dit was 'n bottel met patroontjies op. „Es war eine Flasche mit Mustern [dr]auf.“
- groot kamers met baie houtbanke in. „Große Zimmer mit vielen Holzbänken [dr]in.“

Konstruktionen mit se:
- vir/om die kind se onthalwe/ontwil „um des Kindes willen“
- Dit is die persoon om wie se onthalwe/ontwil ek gelieg het „Das ist die Person, um derenthalben/derentwillen ich gelogen habe.“

Die vordere Präposition kann manchmal optional fehlen:
- Hy storm (in) die huis in / (uit) die huis uit. „Er stürmt [in] das Haus hinein / [aus] dem Haus hinaus.“

## Syntax und Semantik

### Haupt- und Nebensätze
Die Satzstellung entspricht weitgehend dem Deutschen:
| Hauptsatz mit Subjekt-Verb-Objekt: | Im Aussagesatz:                                         | Jy kom môre „Du kommst morgen“ |
| Hauptsatz mit Subjekt-Verb-Objekt: | Stranding der Verbpartikel (Zurückbleiben am Satzende): | Ek skakel die lig nou af. „Ich schalte das Licht jetzt aus.“                                                                                        |
| Hauptsatz mit Inversion:           | Bei Fronting:                                           | Môre kom jy. „Morgen kommst du.“ |
| Hauptsatz mit Inversion:           | nach wörtlicher Rede:                                   | Kom binne, sê hy. „Komm herein, sagt[e] er.“ |
| Hauptsatz mit Inversion:           | nach einem Nebensatz:                                   | Waar hy nou bly, weet ek nie. „Wo er jetzt wohnt, weiß ich nicht.“                                                                                  |
| Hauptsatz mit Inversion:           | Im Fragesatz:                                           | Kom jy môre? „Kommst du morgen?“ |
| Hauptsatz mit Inversion:           | Rhetorische Frage (im Afrikaans verneint!):             | Hoe ryk moet hulle nie wees nie. „Wir reich sie sein müssen!“ (wörtlich: 'wie reich müssen sie nicht sein NICHT')                                   |
| Hauptsatz mit Inversion:           | Im Imperativsatz:                                       | Kom môre! „Komm morgen!“ |
| Nebensatz/Infinitivsatz:           | Verben am Satzende:                                     | dat jy môre kom „dass du morgen kommst“ Cleft-Satz:                                                                                                 |
| Nebensatz/Infinitivsatz:           | Die Präposition tritt vor das Hauptverb:                | Ek sal die lig afskakel. „Ich werde das Licht ausschalten.“                                                                                         |
| Nebensatz/Infinitivsatz:           | -ge- tritt zwischen Partikel und Stamm:                 | Het jy die lig afgeskakel? „Hast du das Licht ausgeschaltet?“                                                                                       |
| Nebensatz/Infinitivsatz:           | te „zu“ tritt zwischen Partikel und Stamm:              | Im Afrikaans werden die drei Teile separat geschrieben: Ek het vergeet om die lig af te skakel. „Ich habe vergessen, [um] das Licht auszuschalten.“ |

Spaltsätze:
- Is dit nie u wat ... nie? „Sind Sie es nicht, der...?“[25]
- Dit is God wat dit laat groei. „Es ist Gott, der wachsen lässt.“[26]

Unpersönliche Konstruktionen mit dit „es“:
- Dit spyt me „Es tut mir leid“, Dit reën/hael „Es regnet/hagelt“, Dit het geryp „Es hat Frost gegeben.“
- Dit staan jou vry om te gaan „Es steht dir frei zu gehen.“
- Dit verwonder my om so 'n verhaal te hoor „Es wundert mich, so eine Geschichte zu hören.“
- Dit geval my „Es gefällt mir.“
- Dit gaan goed met hom „Es geht ihm gut.“

Konjunktionen:
a) Nebenordnend:
- en, of, maar, want „und, oder, aber, denn“.
Ein eigenes Wort für „sondern“ gibt es nicht; es wird maar verwendet.

b) Korrelativ:
- beide … en = (èn) … èn = sowel … as „sowohl … als auch“
- hetsy … hetsy = hetsy … of = òf … òf „entweder oder“
- nie net … maar (ook) „nicht nur … sondern (auch)“
- nòg … nòg „weder…noch“
- hoe … hoe = hoe … deste „je…desto“

c) Unterordnend:
- omrede, omdat „weil, weil/da“, sonder dat „ohne dass“, sodat, nadat, totdat, voordat „sodass, nachdem, bis, bevor“, alhoewel „obwohl“…

Mehrdeutig sind vor allem: as „wenn; falls“, wanneer „(immer) wenn“ sowie toe „als“:
- As/wanneer jy Holland toe gaan, sal jy asseblief 'n paar klompe vir my koop? „Wenn du nach Holland gehst, bringst du mir dann bitte ein paar Holzschuhe mit?“
- Wanneer ek stad toe gaan, neem ek altyd die bus. „Wenn ich in die Stadt gehe, nehme ich immer den Bus“ (englisch: 'whenever')
- As dit more reent, gaan ek tuis bly. „Falls es morgen regnet, werde ich zuhause bleiben.“
- As dit baie warm is, gaan ek strand toe. „Wenn/falls es sehr warm ist, gehe ich an den Strand.“
Um die Mehrdeutigkeit zu vermeiden, kann man wanneer für die Übersetzung mit „wenn“, indien für die Übersetzung mit „falls“ verwenden.

- as (wat), soos (wat) „als“:

- ‘n Skaap is glad nie so onnosel as (wat)/soos (wat) algemeen aanvaar word nie. „Ein Schaf ist gar nicht so dumm, als allgemein angenommen wird.“

- soos „wie, in dem Maße wie, als ob“:

- Soos ek gesê het, het ek nie 'n pak nie. „Wie ich sagte, ich habe keinen Anzug.“ (wörtlich: 'wie ich gesagt habe, habe ich nicht einen Anzug NICHT.')
- Soos (= namate) die dae korter word, kry ek minder op 'n dag gedoen. „(In dem Maße) wie die Tage kürzer werden, bekomme ich weniger an einem Tag getan.“
- Jy lyk soos iemand wat gesonde verstand het. „Du siehst aus wie jemand, der gesunden Verstand hat.“

- net soos = nes „genauso wie“ (englisch 'just as'):

- Ons is vlees en bloed net soos hulle (is). „Wir sind Fleisch und Blut genauso wie sie (es sind).“

- (as)of „als ob“, of „ob“:

- Dis (as)of ek ter dood veroordeel is. „Es ist (so), wie wenn ich zum Tod verurteilt worden sei.“
- Ek weet nie of die seekoei nog lewe nie. „Ich weiß nicht, ob die Seekuh noch lebt.“

Statt eines mit dat „dass“ eingeleiteten Nebensatzes kann auch ein Hauptsatz stehen:
a) Nebensatz mit der Konjunktion dat oder of:
- Hy het gesê dat hulle nageslag dit ook moet doen. „Er sagte, dass ihre Nachkommen dasselbe tun sollten.“

b) Nebensatz ohne einleitendes dat:
- Wat sê Jan moet ons doen? „Was [sagt Jan] [müssen wir tun?]“
- Hy het gesê __ jy kan regeer oor die mense „Er sagte, du kannst regieren über die Menschen.“

c) In manchen Fällen scheint es sich eher um zwei einfach aneinandergereihte Hauptsätze statt Haupt- und Nebensatz zu handeln:
- Das Modalverb bleibt erhalten: My Vader wou hê ___ ek moes dit doen „Mein Vater wollte, dass ich es tue“ (wörtlich: '[Mein Vater wollte] [ich musste es tun]')
- Die Fragesatzstellung bleibt erhalten: Ek weet nie hoekom het hy dit gedoen nie „Ich weiß nicht, wieso er das getan hat“ (wörtlich: '[Ich weiß nicht] [Wieso hat er das getan]?)

Auch nach of „ob“ kann die Hauptsatzstellung beibehalten bleiben (eingebettete Verbzweitstellung):
- Gewöhnlicher Nebensatz: Hy het sy ma gevra of hy kan/kon saamgaan. „Er hat seine Mutter gefragt, ob er mitgehen könne.“
- Fragesatzstellung: Ons weet nie of het hy dit gedoen nie „Wir wissen nicht, ob er das getan hat“ (wörtlich: '[Wir wissen nicht] ob [hat er das getan]?')

Nebensatz mit wat (eigentlich „was“):
a) Nur wat ist möglich:
- Dis die eerste keer wat ek daarvan hoor. „Das ist das erste Mal, [dass] ich davon höre.“
- Daar was dae wat ek baie moeg gevoel het. „Es gab Tage, [wo] ich [mich] müde gefühlt habe.“
- Dis net hier wat die twee tale mekaar ontmoet. „Es ist nur hier, [wo] die zwei Sprachen sich begegnen.“
- Dit is vandag twaalfjaar gelede wat hy minister van Buitelandse Sake geword het. „Es war heute vor 12 Jahren, [dass] er Außenminister geworden ist.“

b) Alternativ ist dat verwendbar:
- Teen die tyd wat/dat jy by huis kom… „Wenn du nach hause kommst.“ (englisch: 'by the time __ you get home')
- Dit was drie weke gelede tyd wat/dat ons daar was. „Es war vor drei Wochen, dass wir da waren.“

#### Tempus in abhängigen Sätzen
Hauptsatz in der Gegenwart:
- Bezug auf die Vergangenheit: Ek weet dat Jan 'n boek gekoop het. „Ich weiß, dass Jan ein Buch gekauft hat.“
- Bezug auf die irreale Vergangenheit: Ek weet dat Jan 'n boek sou gekoop het. „Ich weiß, dass Jan ein Buch gekauft hätte.“
- Bezug auf die Zukunft: Ek weet dat Jan 'n boek sal koop. „Ich weiß, dass Jan ein Buch kaufen wird.“

Bei Bezug auf die Vergangenheit sowohl in Haupt- wie Nebensatz:
a) Hilfsverb im Nebensatz:
- Hy het sy ma gevra of hy kan/kon saamgaan. „Er fragte seine Mutter, ob er mitgehen könne.“ (Präsens/Präteritum)
- Die dominee het gevra of ek siek is/was. „Der Minister fragte, ob ich krank sei.“ (Präsens/Präteritum)

b) Vollverb im Nebensatz:
- Hy het gevra of ek siek voel. „Er fragte, ob ich [mich] krank fühle.“ (Präsens!)
- Hy het gesê dat ek hard werk. „Er hat gesagt, dass ich hart arbeite.“

c) Der Nebensatz ist vorzeitig (Plusquamperfekt im Englischen):
- Hy het gevra ofek siek gevoel het. „Er fragte, ob ich mich krank gefühlt habe.“ (Englisch: 'he asked if I had been feeling sick')

Der Ausdruck des Plusquamperfekts:
a) Die Vorvergangenheit wird durch das Perfekt ausgedrückt, die Vergangenheit durch das Präsens:
- Ek kon voel dat die kat by my voete ingekruip het en heftig bewe. „Ich konnte fühlen, dass die Katze sich um meine Füße hereingeschlichen hatte und heftig zitterte.“
- Nadat hy die kind 'n pak slae gegee het en betreur het dat hy dit gedoen het, vra hy verskoning. „Nachdem er dem Kind auf die Mütze gegeben hatte und bedauerte, dass er das getan hatte, bat er um Verzeihung.“
- Die saak is toe ernstiger as wat die regering gemeen het. „Die Sache war ernster, als [was] die Regierung gemeint hatte“ (toe weist darauf hin, dass die Präsensform is sich auf etwas Vergangenes bezieht.)

b) Ausdruck des Plusquamperfekt durch al (klaar) „schon (fertig)“:
- Toe ek hom sien, was hy al tien maande siek. „Als ich ihn sah, war er schon zehn Monate krank gewesen“
- Voordat dit begin reën het, het sy al reeds haar reënjas aangetrek. „Bevor es zu regnen begann, hatte sie ihre schon ihren Regenmantel angezogen.“ (wörtlich: 'bevor es begonnen [zu] regnen hat, hat sie schon bereits ihren Regenmantel angezogen')
- Hy het dit toe al klaar gedoen. „Er hatte es [damals] schon getan.“

c) Haupt- und Nebensatz stehen im Präteritum:
- Waar hy vroeër baie ryk was, was hy nou brandarm. „Wo er früher reich gewesen war, war er nun arm wie eine Kirchenmaus.“

d) Eine Konstruktion mit was „war“ + gewees, die nach einem Plusquamperfekt aussieht, muss nicht notwendigerweise ein solches darstellen:
- Hy was bate siek gewees. „Er war sehr krank“ oder „Er war sehr krank gewesen“

Die Bildung des Irrealis des Vergangenheit (Nebensatz im Perfekt, Hauptsatz mit sou):
As hulle hom in die Kaap laat bly het, sou hierdie dinge nooit gebeur het nie. „Hätte sie ihn am Kap bleiben lassen, wären diese Sachen nie passiert.“ (wörtlich: 'wenn sie ihn in dem Kap lassen bleiben hat, würden diese Dinge nie passiert haben NICHT'.)

#### Konstruktionen mit dem Infinitiv
In der Kombination zweier Hauptverben ist die Reihenfolge gegenteilig zum deutschen Infinitivsatz: holen gehen <> (om te) gaan haal.
a) Im Präsens:
- Poppie gaan haal die kind. „Poppie geht das Kind holen.“
- Sal jy my asseblief kom haal. „Wirst du mich bitte holen kommen.“
- As hulle hom in die Kaap laat bly het… „Wenn sie ihn am Kap hätte bleiben lassen…“
- Hulle sal hier kom water drink. oder Hulle sal hier water kom drink. „Sie werden hierher kommen, um Wasser zu trinken.“ (wörtlich: 1. 'Sie werden hier kommen Wasser trinken', 2. 'Sie werden hier Wasser kommen trinken')

b) Im Perfekt:
- Hy sê dat hulle hier kom water drink het. oder Hy sê dat hulle hier water kom drink het. „Er sagt, dass sie hierher gekommen sind, um Wasser zu trinken.“ (wörtlich: 1. 'Er sagt, dass sie hier kommen Wasser trinken haben', 2. 'Er sagt, dass sie hier Wasser kommen trinken haben')
- Laat ek gaan klere aantrek. oder Laat ek klere gaan aantrek. „Lass mich Kleider anziehen gehen.“

In Imperativsätzen steht das Objekt von laat „lassen“, das dem Subjekt des Infinitivsatzes entspricht, im Afrikaans vorzugsweise im Nominativ.
laat bedeutet „veranlassen“ (Kausativ, Optativ):
- Entweder: Laat hy dit doen. wörtlich: 'Lass er das tun' – oder (weniger häufig): Laat hom dit doen. wörtlich: 'Lass ihn das tun'.
- Entweder: Laat ek dink. wörtlich: 'Lass ich denken' – oder: Laat my dink. „Lass mich denken“.

Auch im ersten Fall (mit Nominativ) handelt es sich um einen Infinitiv (keine Präsensform), wie ein Satz mit hê zeigt: Laat Hy dit hê „Lass Ihn es haben“.
Wenn laat jedoch „erlauben“ bedeutet, kann nur das Objektpronomen stehen:
- Laat hom dit doen. „Lass es ihn tun (= Erlaube ihm, es zu tun).“

Die Verwendung von te „zu“ beim Infinitiv:
1. Konstruktionen mit om te:
Die Verben aanhou „weitermachen“, begin „anfangen“, help „helfen“, leer „lernen/lehren“, ophou „aufhören“, probeer „probieren“ können Konstruktionen mit om te „zu“ bilden:
- Die kind begin om te huil. „Das Kind fängt an [um] zu heulen.“
- Help my asseblief om op te staan. „Hilf mir bitte [um] auf-zu-stehen!“
- Sy leer my om te swem. „Sie bringt mir das Schwimmen bei.“ (wörtlich: 'sie lehrt mich um zu schwimmen'.)
- Hy het (ge)probeer om my te help. „Er hat probiert [um] mir zu helfen.“ (Das Präfix ge- ist im Perfekt beim Verb probeer optional.)

om kann das deutsche „um … zu“ wiedergeben:
- Hy kom terug om vir my te kuier. „Er kommt zurück, um [für] mich zu besuchen.“

2. Konstruktionen mit te:
a) In passiver Bedeutung:
- Dit is in Pretoria te besigtig. „Das ist in Pretoria zu besichtigen.“, Die huis is te koop. „Das Haus ist zu [ver]kaufen.“
- Daar is niks daaraan te doen nie. „Da kann man nichts machen.“ (wörtlich: 'Da ist nichts daran zu tun NICHT.')

b) Archaische Konstruktionen mit der nicht mehr gebräuchlichen Infinitivendung -e:
- te kampe hê met „zu kämpfen haben mit“, te wagte wees „erwarten“, veel te wense oorlaat „viel zu wünschen übriglassen“, te wete kom „kennenlernen“
- Dis te begrype/hope/verwagte dat… „Es ist begreiflich / zu hoffen / zu erwarten, dass…“
- by wyse van spreke „sozusagen“

Diese Endung '-e' (formal ein Rest des niederländischen Infinitivs auf '-en') wird per Analogie sogar dort angehängt, wo es ursprünglich nicht hingehört: Dis heeltemal te verstane „Das ist verständlich“, te doene he/kry met „zu tun haben/bekommen mit“, te siene kry „zu sehen bekommen“, daar was genoeg te ete en te drinke „es gab genug zu essen und zu trinken“ (= om te eet en te drink).
Gerundiv: Die leiers van die te stigte linkse party „Die Führer der zu gründenden linken Partei“.
3. te steht nicht:
a) In nominaler Verwendung (statt eines Gerundiums):
- Jy word vet van te veel sit. „Du wirst dick von zu vielem Sitzen.“
- Die woordeboek maak vinnig naslaan moontlik „Das Wörterbuch mache schnelles Nachschlagen möglich.“
- Vroeg opstaan is nie lekker nie. „Frühes Aufstehen ist nicht angenehm.“
- Is mangels uithaal nodig? „Ist Mandeln-Entfernen notwendig?“

In erweiterten Nominalphrasen ist der Artikel die notwendig:
- Die eerste fase was die boor van graniet. „Die erste Phase war das Bohren von Granit.“ (englisch: 'the drilling of granite')
- Die braai van gemarineerde hoender is 'n kuns. „Das Braten von marinierten Hühnchen ist eine Kunst.“
- Haar oë was rooi van die huil. „Ihre Augen waren rot vom Heulen“ (englisch: 'from _ crying')
- Sy het versuim om die tuin uit te trek met die binnekom. „Sie hatte versäumt, [um] den Pullover auszuziehen beim Reinkommen.“

b) Bei Modalverben:
Ek kon dit doen. „Ich kann es tun“ (nicht: te doen „zu tun“).
c) Abhängigen Infinitiven, vor allem bei den Verben aanhou „fortsetzen“, begin, bly „bleiben“, durf „es wagen“, gaan „gehen“, help „helfen“, hoor „hören“, kom, laat „lassen“, leer „lernen/lehren“, loop „laufen“, maak „machen“, ophou „aufhören“, probeer „versuchen“, sien „sehen“, voel „fühlen“.
- A.C.I.: Ek het hom sien swem. „Ich habe ihn schwimmen sehen.“, Ek kan my hart voel klop. „Ich kann mein Herz klopfen fühlen.“
- Ek het dit nog nie laat doen nie. „Ich habe das noch nie [jemanden] tun lassen.“
- Ek voel my hart klop. „Ich fühle mein Herz klopfen.“
- Im Deutschen ist oft ein eingeschobenes „zu“ nötig:
- Dit begin nou reën. „Es beginnt jetzt [zu] regnen.“, Dit het ophou reën. „Es hat aufgehört [zu] regnen.“
- Hy moet ophou rook. „Ich muss aufhören [zu] rauchen / mit Rauchen aufhören.“
- Bly sit. „Bleib sitzen!“, Help my opstaan. „Hilf mir auf[zu]stehen!“

Zu beachten ist, dass gewöhnlich beide Verben im Infinitiv stehen:
- Ek het by die tafel bly sit en (ge)wag. „Ich bin am Tisch sitzen geblieben und wartete.“ (wörtlich: 'bleiben sitzen und warten' oder 'bleiben sitzen und gewartet'.)
- Weet jy dat ek hom sien swem het? „Weißt du, dass ich ihn schwimmen gesehen habe?“ (wörtlich: 'sehen schwimmen haben'; hier wird für „haben“ die Infinitiv-Form het verwendet, nicht hê.)

#### Konstruktionen mit dem Partizip Perfekt
In sehr umgangssprachlicher Ausdrucksweise kommt auch das Partizip Perfekt statt des Infinitivs vor:
- Jy het my nog nooit gehoor sing nie. „Du hast mich noch nie singen gehört.“
- Die kind het opgehou skreeu. „Das Kind hat aufgehört [zu] schreien.“

Das Partizip ist auch bei den Verben sien / hoor „sehen / hören“ in Verbindung mit hoe „wie“ möglich:
- Hy het gehoor hoe hulle weghardloop. „Sie hat gehört, wie sie wegrannten“ (oder: Hy het hulle hoor weghardloop., wörtlich: 'sie hat sie hören wegrennen.');

ersterer Satz legt den Nachdruck mehr auf die Wahrnehmung (z. B. het duidelik gehoor hoe „ich habe deutlich gehört, wie“),
letzterer auf die Handlung.
kom „kommen“ kann mit Infinitiv und Partizip gebraucht werden:
Mit Infinitiv: Hy het kom kyk „Er ist nachkucken gekommen.“
Mit Partizip:
- Die honde kom van die huis af aangehol. „Die Hunde kommen vom Haus [ab] angerannt.“
- Hy kom binnegehardloop. „Er kommt hereingerannt.“

### Verneinung
Verneint wird mit nie „nicht“:
- Ek verstaan dit nie. 'Ich verstehe es nicht.'
Weet jy dit nie? „Weißt du das nicht?“
- Hy bid nooit. „Er betet nie.“

oder einer Konjunktion:
- Nòg hy nòg sy pa „weder er noch sein Vater“. Weitere: sonder dat „ohne das“, nie net…maar ook „nicht nur…sondern auch“.

oder einem negativen Adverb:
- Ek het hom skaars gesien. „Ich habe ihn kaum gesehen.“
- Hierzu gehören die einschränkenden Adverbien: kwalik, nouliks, skaars „kaum“ ('fast nicht'), eers „erst“ ('nicht früher als'), min „wenig“ ('nicht viel'), selde „selten“ ('nicht oft').

Umgangssprachlich kann niks „nichts“ oder g'n „kein“ für „nicht“ stehen:
- (UGS) Hy het niks verander nie. „Er hat [sich] nicht verändert.“
- (UGS) Ek het niks geld nie. „Er hat kein Geld.“
- (UGS) Hy is g'n van die Kaap (nie). „Er ist definitiv nicht vom Kap.“
- (UGS) Hulle ken g'n iets soos apartheid nie. „Sie kennen bestimmt nicht [so] etwas wie Appartheid.“

Es gibt Sätze ohne ausgesprochen negatives Element, die im Afrikaans trotzdem mit nie abgeschlossen werden können; manche Sprecher finden allerdings solche Sätze un- oder nur am Rande akzeptabel. Ihnen ist gemeinsam, dass die Aussage eingeschränkt ist durch 'unmöglich, fast, wenig mehr als, vergebens':
- Ek Jean tog onmoontlik alleen die werk doen (NIE). „Ich kann doch unmöglich alleine die Arbeit machen.“
- Jy hoef my nouliks daarvan te oortuig (NIE). „Du brauchst mich kaum davon zu überzeugen.“
- Hy is weinig meer as 'n beginner (NIE). „Er ist wenig mehr als ein Anfänger.“
- Jy vra verniet of ek jou sal help (NIE). „Du fragst vergebens, ob ich die helfen soll.“

Eine Besonderheit des Afrikaans ist die doppelte Verneinung. Diese Regel besagt, dass in einer verneinten Phrase in jedem Fall das letzte Wort nie oder ein Negator sein muss:
Einfacher Satz:
- Ek het dit nie verstaan nie. „Ich habe es nicht verstanden.“
- Ons het niks gesien nie. „Wir haben nichts gesehen.“
- Niemand kom nie. „Niemand kommt.“
- Hy sal nie kom nie. „Er wird nicht kommen.“

Verneinter Hauptsatz plus Nebensatz:
- Ek het nie [geweet dat hy sou kom] nie. „Ich habe nicht gewusst, dass er nicht kommen würde.“

Verneinter Hauptsatz plus verneinter Nebensatz:
- Ek het nie geweet dat hy nie sou kom nie. „Ich habe nicht gewusst, dass er nicht kommen würde.“
- Hy sal nie kom nie, omdat hy nie wil nie. „Er wird nicht kommen, weil er nicht will.“

Durch negative Adverbien kann auch eine dreifache Verneinung entstehen.
In der Interpretation eines solchen Satzes unterscheiden sich Standard- und Umgangssprache:
- Ek het nooit niks gekry nie.

Dieser Satz bedeutet im Standard-Afrikaans: „Ich habe immer etwas bekommen“ (d. h. „nie nichts“)
Aber umgangssprachlich: „Ich habe nichts bekommen.“ (englisch: 'not anything')
Mehrfache Verneinung zur Betonung in der Umgangssprache:
- Ek weet NIE nie (nie). „Ich weiß sehr wohl.“
- Hy het niks nie geld nie „Er hat ABSOLUT kein Geld.“ (wörtlich: 'Er hat nichts nicht Geld NICHT.')
- Ek sou nog nooit nie so iets doen nie. „Ich würde NIE sowas tun.“ (wörtlich: 'Ich würde noch nie nicht so etwas tun NICHT.')
- Hy wil g'n niks luister nie. „Er will ÜBERHAUPT NICHT zuhören.“ (wörtlich: 'Er will kein nichts zuhören NICHT.')

Umgangssprachlich können sogar zwei nie in einem Satz auftreten: das erste am Ende des Teilsatzes, das zweite ganz am Satzende; standardsprachlich ist nur jeweils eines der beiden nie erlaubt:
- Ek het nie gedink nie dat hy dit sou doen nie. „Ich dachte nicht, dass er es tun würde.“
- Anderste sal jy dit nooit nie regkry nie. „Andernfalls wirst du es nie tun.“ (wörtlich: 'sonst wirst du es nie NICHT hinkriegen NICHT.')

Negierter Hauptsatz + Infinitivphrase erfordert ebenfalls doppeltes nie:
- Dis nie so moeilik om Afrikaans te leer nie. „Es ist nicht so schwierig [um] Afrikaans zu lernen [nicht].“

Der Negator steht gewöhnlich an derselben Position wie im Deutschen:
- Jy mag dit nie sê nie „Du darfst das nicht sagen.“

Wird jedoch ein bestimmtes Wort in den Fokus gestellt, geht ihm die Negation vorau:
- Jy mag nie dit se nie. „Du darfst DAS nicht sagen.“
- Hy het in Kaapstad nie gewoon nie, maar net gewerk. „Er hat in Kapstadt nicht gewohnt, sondern nur gearbeitet.“

Bei nominalen direkten Objekten sind zwei Satzstellungen möglich:
- Ek het nog nooit 'n kar gehad nie = Ek het 'n kar nog nooit gehad nie. „Er hat noch nie ein Auto gehabt.“
- Ek het nie gister 'n brief geskryf nie = Ek het gister nie 'n brief geskryf nie. „Ich habe gestern keinen Brief geschrieben.“

Wird nur ein Teil des Satzes (bzw. eine einzelne Phrase) verneint, steht nie am Ende des negierten Teils:
- Nie [Piet] nie, maar Jan het my gehelp. „Nicht Piet [nicht], sondern Jan hat mir geholfen.“
- Nie [ver daarvandaan] nie het 'n bobbejaan 'n kind aangeval. „Nicht fern davon [nicht] hat ein Pavian ein Kind angefallen.“
- Moeder Natuur het vir nie [minder] nie as drie beskermende lae gesorg. „Mutter Natur hat für nicht weniger [nicht] als drei Schutzschichten gesorgt.“
- Hy het niks [anders] nie as 'n Mercedes gery. „Er hat nichts anderes [nicht] als einen Mercedes gefahren.“

In einer Koordination (zwei gleichberechtigte Hauptsätze nebeneinander) steht das zweite nie am Ende des negierten Teilsatzes:
- [Hy kan nie kom nie] want [hy is siek]. „[Er kann nicht kommen], denn [er ist krank].“
- [Ek sou dit nooit kon bekostig nie] maar [sou dit ook nooit wou besit nie]. „Ich würde es mir nie leisten können, aber ich würde es auch nie haben wollen.“ (Beide Teilsätze sind negiert, und beide müssen mit nie abgeschlossen werden.)

Der Negator nie steht am Ende eines Teilsatzes oder am Satzende:
Bei verneintem Hauptsatz plus Nebensatz ergeben sich zwei mögliche Konstruktionen:
- Ek het nie [geweet dat hy sou kom] nie.
- ~ [Ek het nie geweet nie] dat hy sou kom. „Ich habe nicht gewusst, dass er kommen würde.“

Dem nie am „Satzende“ kann noch eine Konstituente im Nachfeld folgen:
- Ek kon nie 'n oplossing kry nie vir die probleem. „Ich konnte keine Lösung für das Problem finden.“ (wörtlich: 'ich konnte nicht eine Sölung bekommen NICHT für das Problem.')
- Die man, nie die vrou nie, het vir my gebed. „Der Mann, nicht die Frau [nicht], hat für mich gebetet.“

Mit omdat „weil“ ergeben sich zwei mögliche Konstruktionen, die nicht bedeutungsgleich sind:
- Hy kom nie vandag nie omdat hy siek is. „Er kommt heute nicht, weil er krank ist.“ (Der Grund für sein Nichtkommen ist sein Kranksein.)
- Hy kom nie vandag omdat hy siek is nie. „Er kommt heute nicht deshalb nicht, weil er krank ist“ (sondern weil er lieber fischen geht).

Eine einfache Negation entsteht durch Entfallen des nie am Satzende in folgenden Fällen:
- Wenn nie sowie schon am Satzende steht: Ek weet nie. „Ich weiß nicht.“
- In Schlagzeilen oder zur Abkürzung:

- Stad gaan nie verander nie „Die Stadt verändert sich nicht.“
- Geen honde toegelaat. „Keine Hunde erlaubt“, Niks te verklaar „nichts zu verzollen“, niks te danke „nichts zu danken“.

- Wenn ein Negativpronomen am Satzende steht:

-  Ek weet niks (nie). „Ich weiß nichts.“
- Ek ken niemand (nie). „Ich kenne niemanden.“
- Hy skryfnooit (nie). „Er schreibt nie.“

- Wenn nur niks, nêrens, nooit, niemand zur Antwort gegeben wird:

- Wat het hy jou daarvoor gegee? – Niks (nie)! „Was hat er dir davür gegeben? – Nichts!“
- Waarheen gaan jy? – Nêrens (nie)! „Wohin gehst du? – Nirgendwohin!“
- Aber: Hoelank het jy daar gebly? – Nie lank nie. „Wielange seid ihr da geblieben? – Nicht lange.“

### Verbkonstruktionen
Modalverben werden teilweise anders behandelt als im Deutschen. Zunächst einmal stehen sie vor dem Verb, das sie näher beschreiben:
- …sodat ek kan doen wat die gebooie van my God sê. „…sodass ich tun kann, was die Gebote meines Gottes sagen.“[32]

Zur Negation von „müssen“ wird nicht moet verneint (was als „darf nicht“ zu übersetzen wäre!), sondern hoef te „brauchen zu“:
- Jy hoef haar nie te help nie. „Du musst ihr nicht helfen“, wörtlich: 'du brauchst ihr nicht zu helfen nicht'.

Die Vergangenheit von Modalverben:
- Einfache Vergangenheitsform des Modalverbs:

Ek moes dit doen „Ich musste es tun“ (moes ist die Vergangenheitsform von moet „muss“)
- Perfektkonstruktion mit het:

Ek het dit altyd kan/kon doen „Ich konnte es stets tun“
(Statt kan/kon kann auch mag „durfte“, moet/moes „musste“, wil/wou „wollte“ stehen.)
- Die Vergangenheit von durf „wagen“:

Ek het dit nie durf/gedurf sê nie „Ich wagte es nicht zu sagen.“ (wörtlich: 'ich habe es nicht wagen/gewagt sagen NICHT.')
Ek durf dit nie gesê het nie. (wörtlich: 'Ich wage es nicht gesagt haben NICHT.')
- Die Vergangenheit von mag:

Jan mag die boek gekoop het. „Jan durfte das Buch kaufen“ oder: „Jan mag das Buch wohl gekauft haben.“ (wörtlich: 'Jan darf das Buch gekauft haben.')
Eine alternativ Konstruktion kommt ohne Modalverben aus: Jan was toegelaat om die boek te koop „Jan wurde erlaubt, [um] das Buch zu kaufen.“
Der Konditional von Modalverben:
Konditional mit sou:
- Ek sou dit kan / kon doen „Ich könnte es tun“
(Statt kan/kon kann auch mag „dürfte“, moet/moes „müsste“, wil/wou „würde wollen“ stehen.)

Vergangenheitsform des Modalverbs + Infinitiv-Perfekt des Hauptverbs:
- Ek moes dit gedoen het  „Ich hätte es tun sollen“
- Ek wou dit gedoen het  „Ich hätte es gerne getan (hätte es tun wollen)“
- Ek kon dit gedoen het  „Ich hätte es tun können“

Diese Konstruktion ist manchmal mehrdeutig:
- Sy moes dit gedoen het. (wörtlich: 'sie musste es getan haben') =

a) „Sie hätte es tun sollen.“
b) „Sie musste es tun.“
c) „Sie muss es getan haben.“
Anders als im Deutschen können Interrogativpronomen in Infinitivsätzen auftreten:
- Ek het nie geweet wat om te doen nie. „Ich wusste nicht, was ich tun sollte“ (wörtlich: 'ich habe nicht gewusst was UM zu tun NICHT', englisch: 'I didn't know what to do')
- Hierdie boekie heet 'Hoe om Afrikaans te leer'. „Dieses Büchlein heißt 'Wie lernt man Afrikaans'“ (wörtlich: 'wie um Afrikaans zu lernen', englisch: 'how to learn Afr.')

Sätze mit Vollverb+Infinitiv:
- Toe bly sit die kinders onder die boom / Toe bly die kinders onder die boom sit. „Die Kinder blieben dann unter dem Baum sitzen.“
- Hy loop koop toe 'n splinternuwe kar / Hy loop toe 'n splinternuwe kar koop. wörtlich: „Er lief kaufen da ein brandneues Auto / Er lief da ein brandneues Auto kaufen.“
- Hy het gesê dat hy vanmiddag 'n draai by sy ma gaan maak. wörtlich: 'Er hat gesagt, dass er heutemittag einen Besuch bei seiner Mutter gehen macht.' (deutsch: „machen geht“)

### Direktes und indirektes Objekt
Das indirekte Objekt (im Deutschen durch den Dativ bezeichnet) wird in Bezug auf Personen oft durch die Präposition vir „für“ gekennzeichnet:
- Ek sien vir Sarie. „Ich sehe Sarie.“ (Personenname)
- Ek sien (vir) haar. „Ich sehe sie.“ (Personalpronomen)
- Ek sien (vir) die meisie. „Ich sehe das Mädchen.“
- Aber: Ek sien die piesang. „Ich sehe die Banane.“

Zum Ausdruck von „geben“ oder „jemandem schreiben“ nimmt das indirekte Objekt die Präposition aan:
Hy gee aan hulle plasies „Er gab ihnen kleine Farmen.“ (wörtlich: 'er gibt an sie Färmchen')

### Possessiv („Genitiv“)
Die Abhängigkeit zwischen zwei Substantiven wird mittels se (entstanden aus sy ‚sein‘) ausgedrückt. Diese Konstruktion entspricht der im Deutschen als Substandard geltenden, in den germanischen Sprachen aber weitverbreiteten Konstruktion „Dativ + sein/ihr“:
- die man se huis „das Haus des Mannes“ (wörtlich: 'dem Mann sein Haus')
- die meisie se linkerbeen „das linke Bein des Mädchens“ (wörtlich: 'dem Mädchen sein linkes Bein')

Da es sich nicht um einen Kasus handelt, kann das Vorderglied auch ein Adverb, ja sogar (in vielen andern Sprachen mit dieser Konstruktion ist das nicht möglich!) ein Relativsatz stehen:
- Juis die lande … wat dit die minste kan bekostig, se bevolkings groei die vinnigste „Gerade die Bevölkerungen derjenigen Länder, die es sich am wenigsten leisten können, wachsen am schnellsten“
(wörtlich: 'just die Länder [die es sich am wenigsten können leisten] IHRE [Bevölkerungen] wachsen das schnellste').
- Die man wat eerste Musiek uitgevind het, se naam is Speelman „Der Name des Mannes, der als erster die Musik entdeckt hat, ist Spielmann“
(wörtlich: 'Der Mann [der erster Musik entdeckt hat] SEIN [Name] ist Spielmann')[33]

### Reduplikation
Reduplikation (Verdopplung) eines Wortes ist im Afrikaans häufig anzutreffen.
1. Abgeleitet von Verben:
a) Als Ersatz für ein adverbiales Partizip Präsens:
- Sy kom toe lag-lag in. „Sie kam lachend herein.“
- Siehe hierzu die Ausführungen im Abschnitt über das Partizip Präsens.

b) In näherer Beschreibung einer Handlung (häufige Wiederholung einer kurzen Aktion):
- Die hasie het hop-hop nader gekom. „Das Häschen hüpfte herbei.“ (wörtlich: 'ist hüpf-hüpf näher gekommen').
- Lot se vrou is al vlugtende en omkyk-omkyk in 'n soutpilaar verander. „Lots Frau wurde auf der Flucht und während sie sich dauernd umschaute in eine Salzsäule verwandelt.“

2. Abgeleitet aus Adverbien:
- gou-gou „sehr schnell“, kort-kort „in kurzen Intervallen“, nou-nou „gleich [alsbald] / gerade eben“
- As die sous net-net wil skif „Wenn die Soße gerade dabei ist zu stocken“
- amper-amper, byna-byna „fast“
- saam-saam „jeweils in separaten Häufchen gleichzeitig“

3. Aus Adjektiven abgeleitete Adverbien können redupliziert werden:
a) In steigerndem Sinn: vroeg-vroeg „sehr früh“, stil-stil „still“
b) Im Sinne von etwas, das in kurzen Abständen immer wieder passiert:
- mank-mank „hinkend“ (Schritt für Schritt), skeef-skeef swaai „ungleichmäßig schwingen“ (hin und her)

c) Abschwächend (diminutiv):
- Sy het my skelm-skelm briefies gestuur. „Sie hat mir heimlich Briefchen geschrieben.“
Statt skelm-skelm (wörtlich: 'heimlich-chen') wäre auch das Diminutiv von skelm möglich: skelmpies.

Auch eine Reduplikation von Diminutiven kommt vor:
- Sy swaar growwe hande het so liggies-liggies oor haar vel beweeg. „Seine schweren, groben Hände bewegten sich so leicht über ihr Haut.“ (wörtlich: 'leichtchen-leichtchen').

4. Abgeleitet aus Substantiven:
Bei Namen von Kinderspielen: huis-huis, huisie-huisie, dokter-dokter, skool-skool, plaas-plaas usw.
Im Sinne von „hier und da, vereinzelt, verstreut“:
- Ent-ent was die pad baie sleg. „Stellenweise [Stück-Stück] war die Straße sehr schlecht.“
- Ryp sal plek-plek uoorkom. „Hier und da [Platz-Platz] wird es Frost geben.“
- Die mielielande kom kol-kol langs die rivier voor. „Die Maisfelder liegen verstreut entlang des Flusses.“
- Die lobolageld is stuk-stuk betaal „Die Mitgift wurde Stück für Stück bezahlt.“ (alternativ: stuksgewys).
- Mandela word so bietjie-bietjie vrygelaat. „Mandela wird nach und nach freigelassen.“

5. Abgeleitet aus Zahlwörtern:
- Die kinders het een-een in die swembad gespring. „Die Kinder sprangen einzeln in den Pool.“
- Hulle slaap twee-twee in 'n bed. „Sie schlafen zu zweit [= je zwei und zwei] in einem Bett.“